# Métro de Montréal
Vous lisez un « bon article » labellisé en 2016.
Le métro de Montréal est un réseau de transport en commun qui dessert l'île de Montréal ainsi que les villes québécoises de Laval et de Longueuil dans la province de Québec au Canada. Métro sur pneumatiques entièrement souterrain, il est géré par la Société de transport de Montréal (STM), organe de l'agglomération de Montréal.
Inauguré le 14 octobre 1966 durant le mandat du maire Jean Drapeau, il s'inspire du métro de Paris, autant dans l'architecture de ses stations que dans le matériel roulant utilisé. À son inauguration, le réseau comprend 26 stations, 22,1 km réparties sur trois lignes. En 2007, le métro dessert 68 stations (72 stations en comptant les stations de correspondance) sur quatre lignes pour un total de 71 km dont 66 km de voies exploitées commercialement. Une station débouche à Longueuil sur la rive sud du fleuve Saint-Laurent et trois stations desservent la ville de Laval depuis 2007, année de la dernière extension du réseau.
Le métro de Montréal est le plus important au Canada quant à la fréquentation annuelle, et le troisième d’Amérique du Nord après ceux de New York et de Mexico. En 2018, il est quotidiennement emprunté par 1,42 million de personnes les jours ouvrables ; 400 millions de trajets ont été effectués cette même année. Selon la STM, le métro a atteint en 2018 un total de 10 milliards d'entrées cumulées depuis son ouverture. Ainsi Montréal est doté de l'un des systèmes de transport public les plus achalandés d’Amérique du Nord, attirant après New York le plus grand nombre d'usagers par rapport à sa population. Depuis 2023, le REM Réseau express métropolitain, exploité par CDPQ Infra, offre un service de métro automatisé, à haute fréquence et entièrement séparé du trafic. Bien qu’il soit géré par un autre organisme que la STM, le REM présente toutes les caractéristiques d’un métro moderne et peut être considéré comme la cinquième ligne de métro dans la grande région de Montréal.

## Histoire
La construction du métro de Montréal débute en 1962, mais le projet date de bien plus longtemps.

### Une longue gestation (1910–1961)

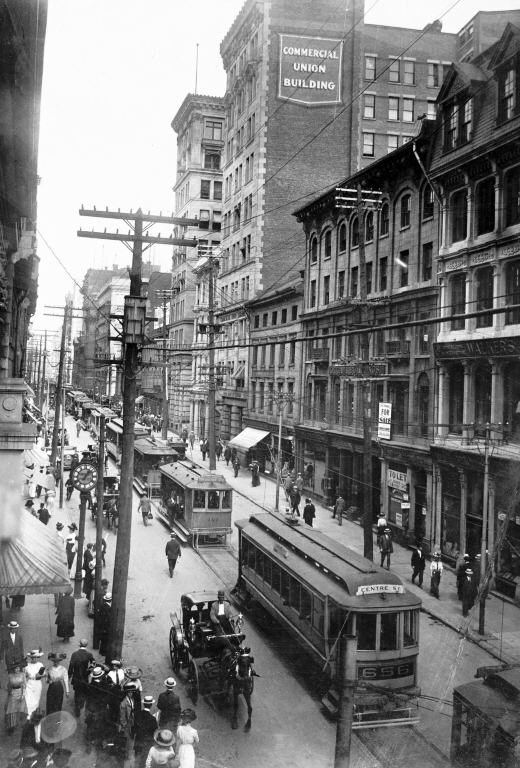
Tramways rue St. James/Saint-Jacques en 1910.

Au début du XXe siècle, Montréal, alors métropole principale du Canada, est en forte expansion. Sa population triple presque entre 1890 et 1910. La ville, qui jusqu’au milieu du XIXe siècle gravitait autour du centre historique près du port, s'étend vers de nouveaux secteurs au nord et à l’est. Les habitants de ces quartiers viennent travailler au centre-ville et les tramways, ralentis par la congestion des rues, sont débordés. Ce problème est résolu dans plusieurs grandes villes des États-Unis et d'Europe en faisant circuler les trams sous les rues. Alors que ces dernières inaugurent leurs premiers métros, le gouvernement fédéral crée, en 1902, la Montreal Subway Company pour promouvoir l’idée au Canada.

#### Des projets de tramways souterrains
Dès 1910, plusieurs groupes privés montréalais emboîtent le pas et suggèrent à leur tour la construction de tunnels. La Montreal Street Railway Company, la Montreal Central Terminal Company et la Montreal Underground and Elevated Railway Company sont les premières à entreprendre des démarches infructueuses auprès de la ville. En 1912, le Comptoir financier franco-canadien et la Montreal Tunnel Company, qui propose des tunnels en centre-ville et sous le fleuve Saint-Laurent pour relier les villes de la rive sud en éclosion, souhaitent obtenir l'autorisation de construire, mais rencontrent l’opposition d’autres compagnies de chemin de fer. En 1913, la Montreal Tramway Company (MTC), devenue la principale compagnie privée de transport de la ville, reçoit l’assentiment du gouvernement québécois. Elle se voit accorder quatre ans pour lancer le projet, mais la réticence des élus municipaux à avancer les fonds fait finalement échouer cette première tentative.
Par la suite, la Première Guerre mondiale canalise les énergies. Elle est suivie d’une récession qui frappe durement les finances de la ville. La question du métro reste néanmoins présente dans les journaux et le retour graduel de la santé financière durant les années 1920 ramène le projet de la MTC. Il reçoit l'appui du premier ministre du Québec, mais la Grande Dépression, qui endette Montréal et atrophie la fréquentation de ses tramways, aura raison de cette nouvelle tentative et de la suivante; celle du maire Camillien Houde en 1939.

#### Des projets de métro
Il faut attendre la Seconde Guerre mondiale pour que l’idée soit ravivée. L'effort de guerre ramène l'achalandage et, en 1944, la MTC élabore un projet de métro, qui ne se réalise pas,. En 1951, la ville crée un organisme public qui succède à la MTC. Cette nouvelle Commission de transport de Montréal (CTM) remplace les tramways et les trolleybus (le dernier tramway est remisé au dépôt Mont-Royal le 30 août 1959 ; le dernier trolleybus au garage Saint-Denis le 18 juin 1966) par des autobus et prévoit en 1953 la construction d'une première ligne de métro sur 12,5 kilomètres sous les rues Saint-Denis, Saint-Jacques et Sainte-Catherine. Pourtant, alors que Toronto inaugure son métro, les conseillers municipaux montréalais restent frileux et aucun tunnel n’est mis en chantier. Pour certains élus partisans de l'automobile, dont Jean Drapeau lors de son premier mandat municipal, le transport collectif appartient au passé,.

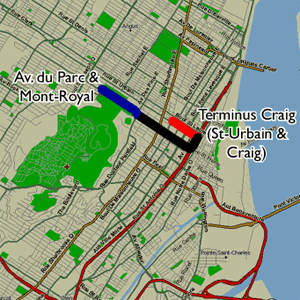
Projet de 1910.
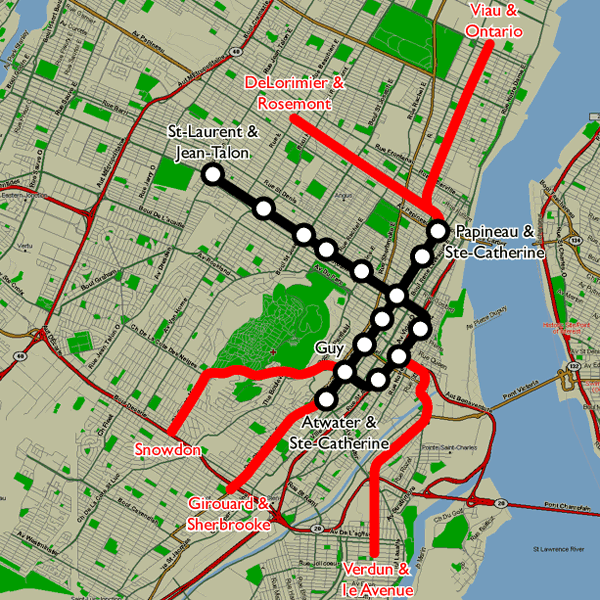
Projet de 1944.
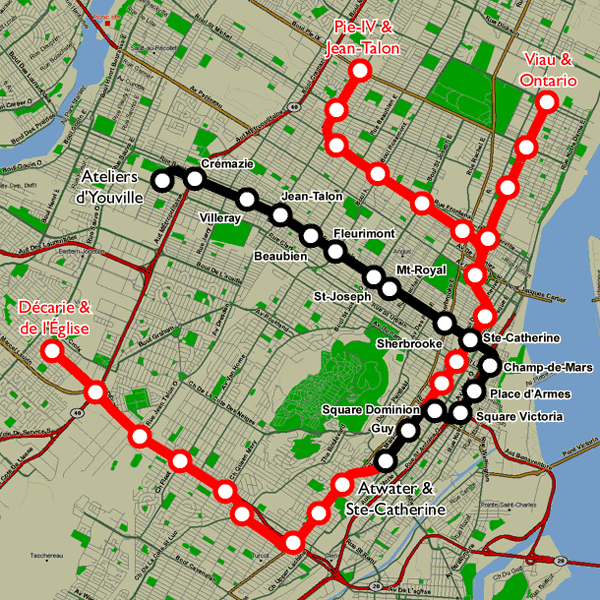
Projet de 1953.

En novembre 1959, une compagnie privée, la Société d'expansion métropolitaine, propose un métro sur pneus clé-en-main, mais la CTM souhaite construire son réseau et rejette l'offre,. Ce sera la dernière occasion manquée, car la réélection de Jean Drapeau et l’arrivée de son bras droit, Lucien Saulnier, à la mairie vont changer les choses. En ce début des années 1960, le monde occidental est en plein boom économique et le Québec connaît sa Révolution tranquille. Dès le 1er août 1960, plusieurs services municipaux se penchent sur le projet et, le 3 novembre 1961, le conseil municipal de Montréal vote des crédits s'élevant à 132 millions de dollars canadiens (1,13 milliard de 2019) pour construire et équiper un réseau initial de 16 kilomètres de longueur.

### Construction initiale (1962–1967)
Le plan de 1961 réutilise plusieurs des études antérieures et prévoit trois lignes creusées dans le roc sous le centre-ville vers les secteurs les plus peuplés de la ville.

#### Les deux premières lignes

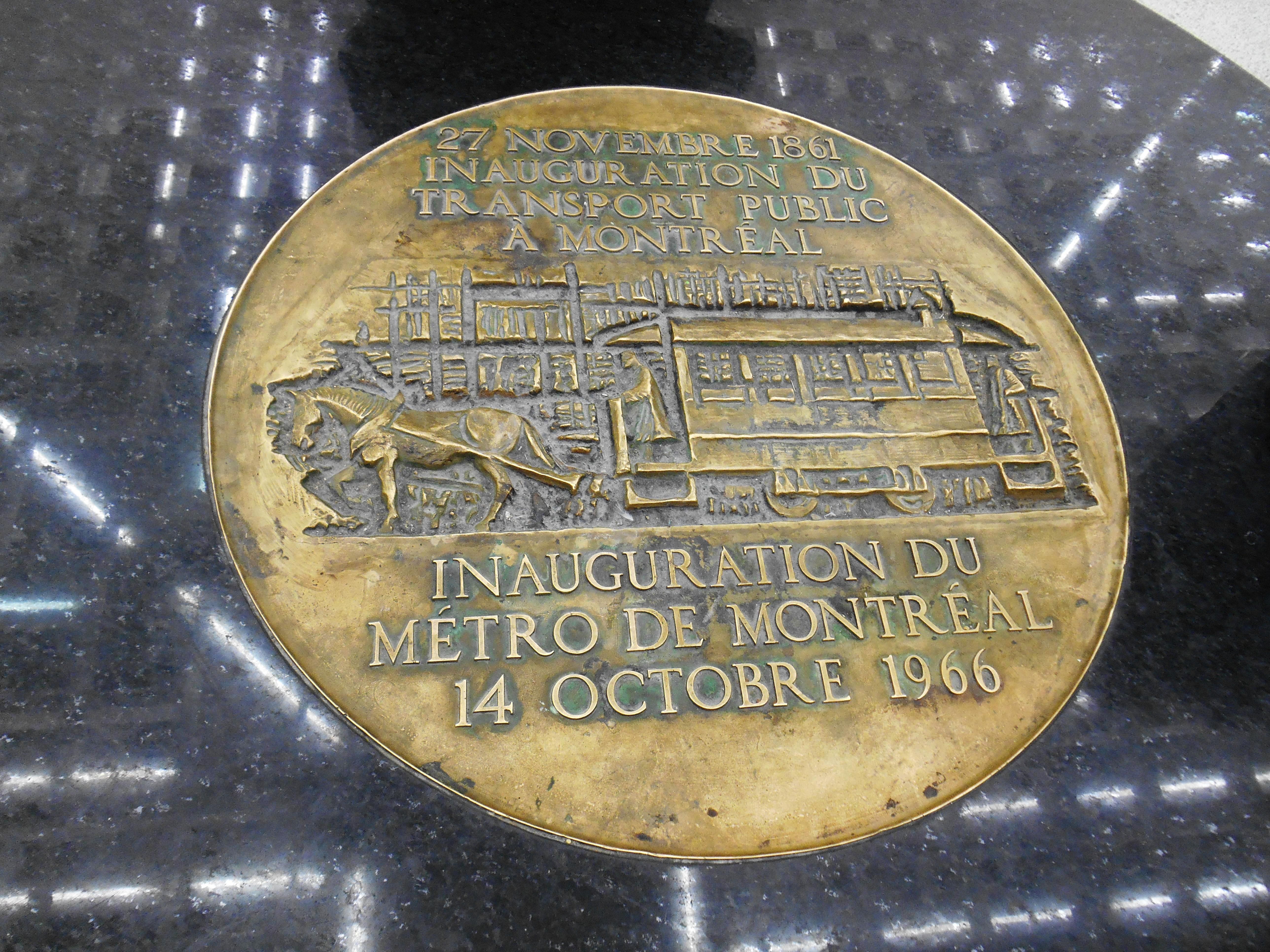
Plaque commémorative de la station Berri-UQAM.

La ligne principale, ou numéro 1 (ligne verte), passe entre les deux plus importantes artères marchandes, soit les rues Sainte-Catherine et Sherbrooke, plus ou moins sous le boulevard De Maisonneuve. Elle s’étend entre l’ouest anglophone, à la station Atwater, et l’est francophone à celle de Frontenac. La ligne 2 (ligne orange) passe du nord de la ville, à partir de la station Crémazie et descend sous les quartiers résidentiels vers le sud et le centre des affaires à la station Place-d'Armes.
La construction des deux premières lignes débute le 23 mai 1962 sous la supervision du directeur du Service des travaux publics, Lucien L'Allier, le « père du métro ». Le 11 juin 1963, les coûts de construction des tunnels étant plus bas que prévu, la ligne 2 est étendue de deux stations à chaque extrémité, les nouveaux terminus prévus deviennent les stations Henri-Bourassa et Bonaventure. Le chantier, qui emploiera plus de 5 000 travailleurs directs et indirects au plus fort des travaux et coûtera la vie à 12 d’entre eux, se termine officiellement le 14 octobre 1966. Officieusement, le service est inauguré graduellement entre octobre 1966 et avril 1967, à mesure que les stations Frontenac, Beaudry, Victoria et Bonaventure seront disponibles,.

#### La ligne annulée

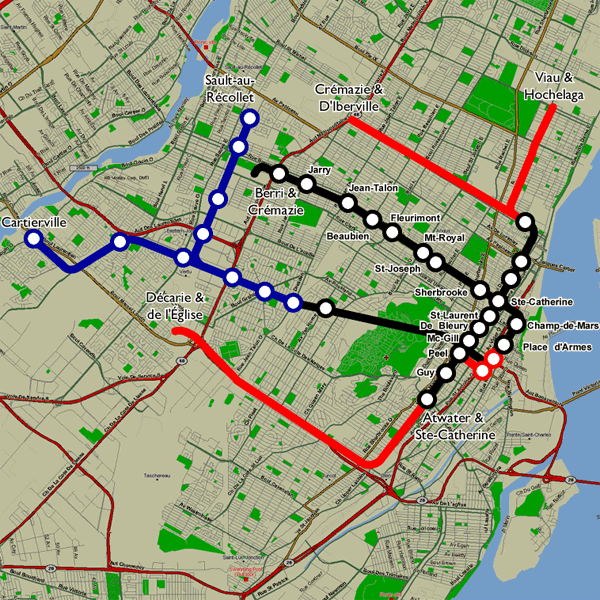
Projet de 1961, la ligne 3 projetée est visible.

Une ligne numéro 3 est planifiée. Elle devait emprunter la voie de chemin de fer du Canadien National (CN) qui part du centre-ville et passe sous le mont Royal pour atteindre la banlieue nord-ouest de Cartierville. Contrairement aux deux lignes précédentes, elle devait être en partie en surface. Les négociations avec le CN et les municipalités traversées piétinent alors même que Montréal est choisie en novembre 1962 pour tenir l’Exposition universelle de 1967 (Expo 67). Devant faire un choix, la ville décide de réaliser en priorité la ligne numéro 4 pour relier Montréal aux banlieues de la rive sud selon un plan similaire à celui du début du siècle,.
La ligne 3 ne sera jamais construite et le numéro n’a jamais été réutilisé. La voie de chemin de fer, déjà utilisée pour un train de banlieue vers la rive nord du fleuve à Deux-Montagnes, a été entièrement rénovée au début des années 1990 et accueillera le Réseau express métropolitain, une ligne de métro léger projetée. La ligne suivante portera donc le numéro 5 (ligne bleue).

#### Expo 67
L’administration municipale de Montréal demande aux municipalités de la rive sud du fleuve Saint-Laurent laquelle serait intéressée par le métro et c’est Longueuil qui obtient le lien. La ligne 4 (ligne jaune) passera donc sous le fleuve, de la station Berri-de-Montigny (renommée Berri-UQAM en 1988), point de jonction des lignes 1 et 2, à celle de Longueuil. Un arrêt est ajouté pour accéder au site d’Expo 67, construit sur deux îles de l'archipel d'Hochelaga dans le fleuve. L'île Sainte-Hélène, sur laquelle se trouve la station du même nom (renommée Jean-Drapeau en.2000), est massivement agrandie et consolidée avec plusieurs îles avoisinantes (dont l'île Ronde) à l'aide du remblai excavé lors de la construction de bâtiments, d'autoroutes et du métro, entre autres provenances des sols. L'île Notre-Dame, adjacente, est créée à partir de rien avec le même matériau. La ligne 4 est terminée le 1er avril 1967, à temps pour l’ouverture de l’exposition universelle.

#### Bilan
Le premier réseau de métro est achevé avec l'ouverture publique de la ligne jaune, en avril 1967. Il se compose de 26 stations, 22,1 km sur trois lignes :  ligne 1 verte de Atwater à Frontenac (10 stations), ligne 2 de Henri-Bourassa à Bonaventure (15 stations) et ligne 4 de Berri-de-Montigny à Longueuil (3 stations). C'est le résultat d'une coopération étroite entre les autorités de Montréal et les ingénieurs de la RATP et en particulier sa filiale, la SOFRETU, créée en 1961. Les villes de Montréal, Longueuil et Westmount auront assumé la totalité des frais de construction et d’équipement de 213,7 millions de dollars (1,6 milliard de 2019). Pour sa réalisation, 105 contrats ont été attribués dont le plus important est allé à la Canadian Vickers pour la fabrication et la livraison des 336 voitures de métro (MR-63) construits sur licence française. Montréal devient la septième ville d’Amérique du Nord à exploiter un métro. L'optimisme est alors de mise et la ville prédit, dans son plan « Horizon 2000 », un réseau de 160 kilomètres de tunnels pour l'an 2000.

### Prolongement (1971–1988)

Évolution du réseau entre 1966 et 2007.

En 1970, la Communauté urbaine de Montréal (CUM) est créée. Il s’agit d’un regroupement des municipalités qui occupent l’île de Montréal et dont Montréal est le plus gros participant. La CUM a pour mission de fournir des services normalisés au niveau régional et l’un de ceux-ci est le transport. La Commission de Transport de la CUM est donc créée en même temps pour servir de maître d’œuvre des prolongements du métro. Elle fusionne toutes les compagnies de transport de l’île et deviendra en 1985, la Société de transport de la communauté urbaine de Montréal (STCUM) puis, en 2002, la Société de transport de Montréal (STM).
En 1974, la Commission de Transport commande 423 véhicules de métro sur pneu (MR-73) à la société Bombardier portant ainsi le parc total à 759 véhicules. Ces véhicules, comme les précédents, sont en train de trois unités pouvant être en formation de trois trains. Ils furent livrés entre 1974 et 1976.

#### Les Jeux olympiques de Montréal (1971-1978)
Le succès du métro augmente les pressions pour allonger le réseau vers d’autres secteurs populeux, dont les banlieues sur l'île de Montréal. Après l’obtention, en mai 1970, des Jeux olympiques d'été de 1976, un emprunt de 430 millions de dollars (2,8 milliards de 2019) est approuvé par la CUM le 12 février 1971 pour financer les prolongements des lignes 1 et 2 et la construction d'une ligne transversale, la ligne 5. Le gouvernement du Québec s'engage à supporter 60 % des coûts.
Les travaux du prolongement débutent le 14 octobre 1971 avec la ligne 1 (verte) en direction de l'est pour atteindre le site où seront construits le stade olympique et plus loin l’autoroute 25 (station Honoré-Beaugrand) et qui pourrait servir de point de transfert des visiteurs arrivant de l’extérieur. Les prolongements sont l'occasion d'apporter des améliorations au réseau, comme de nouvelles rames, des stations plus vastes et même le pilotage semi-automatique, inauguré le 8 novembre 1976. Le premier prolongement jusqu'à la station Honoré-Beaugrand (9 stations) est complété en juin 1976 juste avant les Jeux olympiques. La ligne 1 est étendue plus tard vers le sud-ouest à partir de la station Lionel-Groulx (qui deviendra le deuxième point de jonction des lignes 1 et 2 à l'ouverture de cette dernière)  pour rejoindre les banlieues de Verdun et Ville-Émard avec comme terminus la station Angrignon qui ouvre en septembre 1978, soit huit stations au total.

#### Moratoire sur l'expansion du métro et constructions partielles (1976-1986)

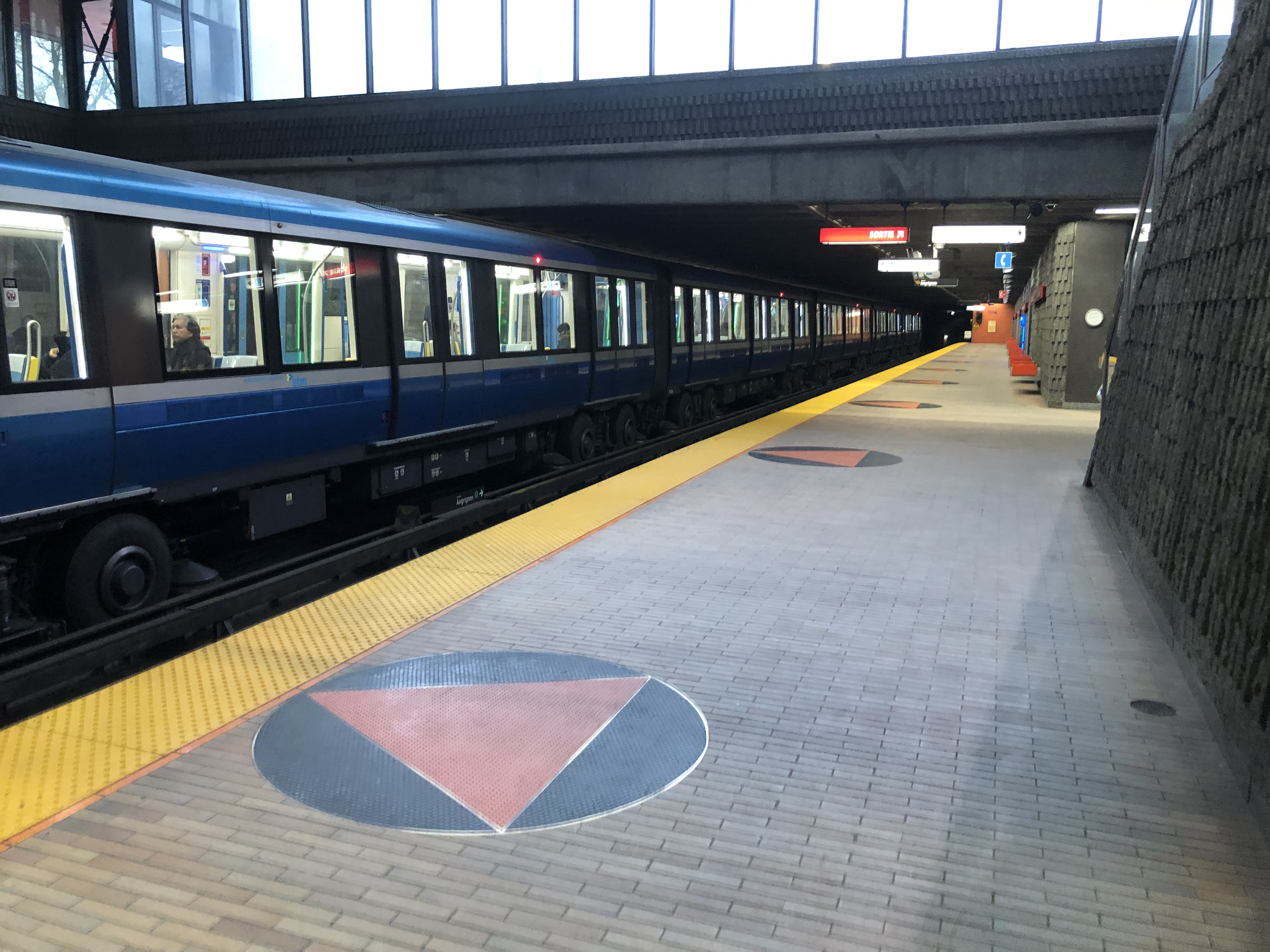
Station Jolicoeur sur la ligne verte.

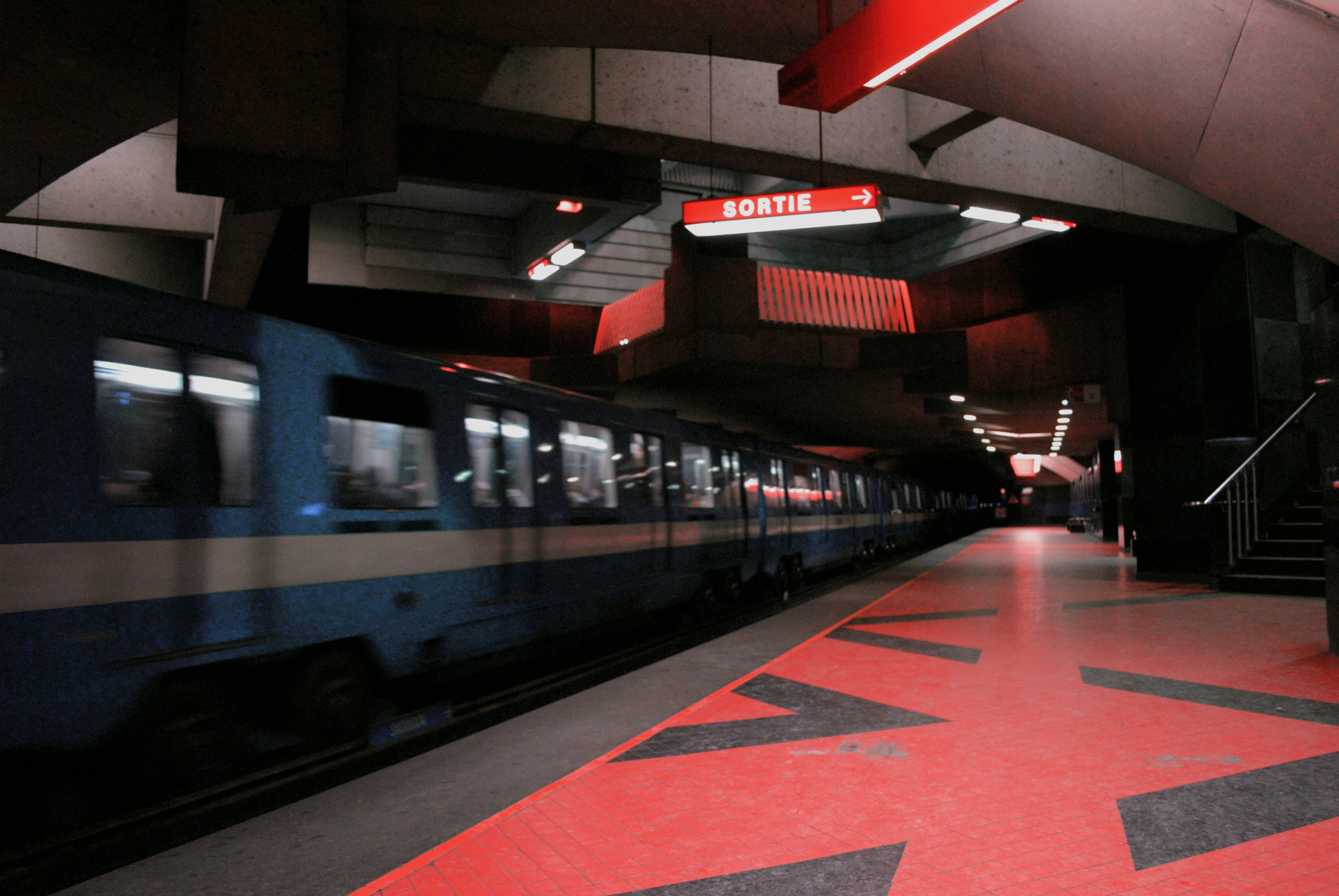
Station Acadie sur la ligne bleue.

Dans la foulée, d'autres prolongements sont planifiés et les dépenses prévues atteignent 1,6 milliard en 1975 (7,3 milliards de 2019). Face à cette flambée des coûts, le gouvernement du Québec décrète un moratoire le 19 mai 1976 à l’expansion tous azimuts voulue par le maire Drapeau. Des appels d'offres sont gelés, notamment ceux de la ligne 2 après Snowdon et ceux de la ligne 5 dont les travaux sont pourtant déjà amorcés. Une lutte s'engage alors entre la CUM et le gouvernement du Québec, tout prolongement ne pouvant se faire sans l'accord des deux parties. Le Bureau de transport métropolitain, organe de la CUM, aurait essayé de mettre le gouvernement devant le fait accompli en octroyant de gros contrats pour la construction du tunnel entre la station Namur et Bois-Franc juste avant l'entrée en vigueur du moratoire,.
En 1977, le gouvernement nouvellement élu lève partiellement le moratoire sur l'extension de la ligne 2 et la construction de la ligne 5. La ligne orange est alors graduellement prolongée de quatre stations vers l’ouest jusqu’à Place-Saint-Henri (avril 1980) et de trois stations jusqu’à Snowdon (octobre 1981). À mesure que les stations sont complétées, le service s’y étend.
En décembre 1979, Québec présente son « plan de transport intégré » dans lequel la ligne 2 irait jusqu'à Du Collège et la ligne 5 de Snowdon à Anjou, mais dans lequel il n'y a pas d'autres lignes souterraines prévues, le gouvernement préférant l'option de transformer des lignes de chemin de fer existantes en métro de surface. Les maires de la CUM, d’abord réticents, acceptent ce plan quand Québec s'engage, en février 1981, à financer au complet les futurs prolongements. La ligne 2 rejoint Côte Sainte-Catherine (janvier 1982), soit une station, Plamondon (juin 1982) soit une station, Du Collège (janvier 1984) soit trois stations avec 3,5 km,,, puis finalement Côte-Vertu (novembre 1986), une station, et prend l’allure d’un « U » reliant le nord de l’île au centre-ville et desservant deux axes très populeux.
La CTCUM annonce en décembre 1981 une réduction du service sur les trois lignes de métro à la suite de compressions de 7 millions dans son budget 1982.
Entre 1976 et 1986, les trois premières lignes de métro furent étendues de 29,1 km.

#### Mise en service de la ligne bleue (1986-1988)
Les différents moratoires et difficultés techniques rencontrés par le chantier de la quatrième ligne étirent sa réalisation sur quatorze années. Cette ligne 5 (bleue) de 10 km au total sera mise en service en juin 1986 de Castelnau à Saint-Michel (5 stations), prolongée en juin 1987 de la Station Parc et enfin de six stations en janvier 1988 jusqu'à Snowdon : elle traverse donc le centre de l’île de Montréal, croise la branche est de la ligne 2 (station Jean-Talon) et sa branche ouest (station Snowdon). Parce qu’elle est peu achalandée, la STCUM n'exploite d’abord la ligne que les jours ouvrables de 5 h 30 à 19 h 30 et n'y fait circuler que des rames de 3 voitures. Les étudiants de l'Université de Montréal, source principale de la clientèle, obtiendront l'extension de l'heure de fermeture à 23 h 10 puis à 0 h 15 en 2002.

#### Récession et projets inachevés (1988-2002)

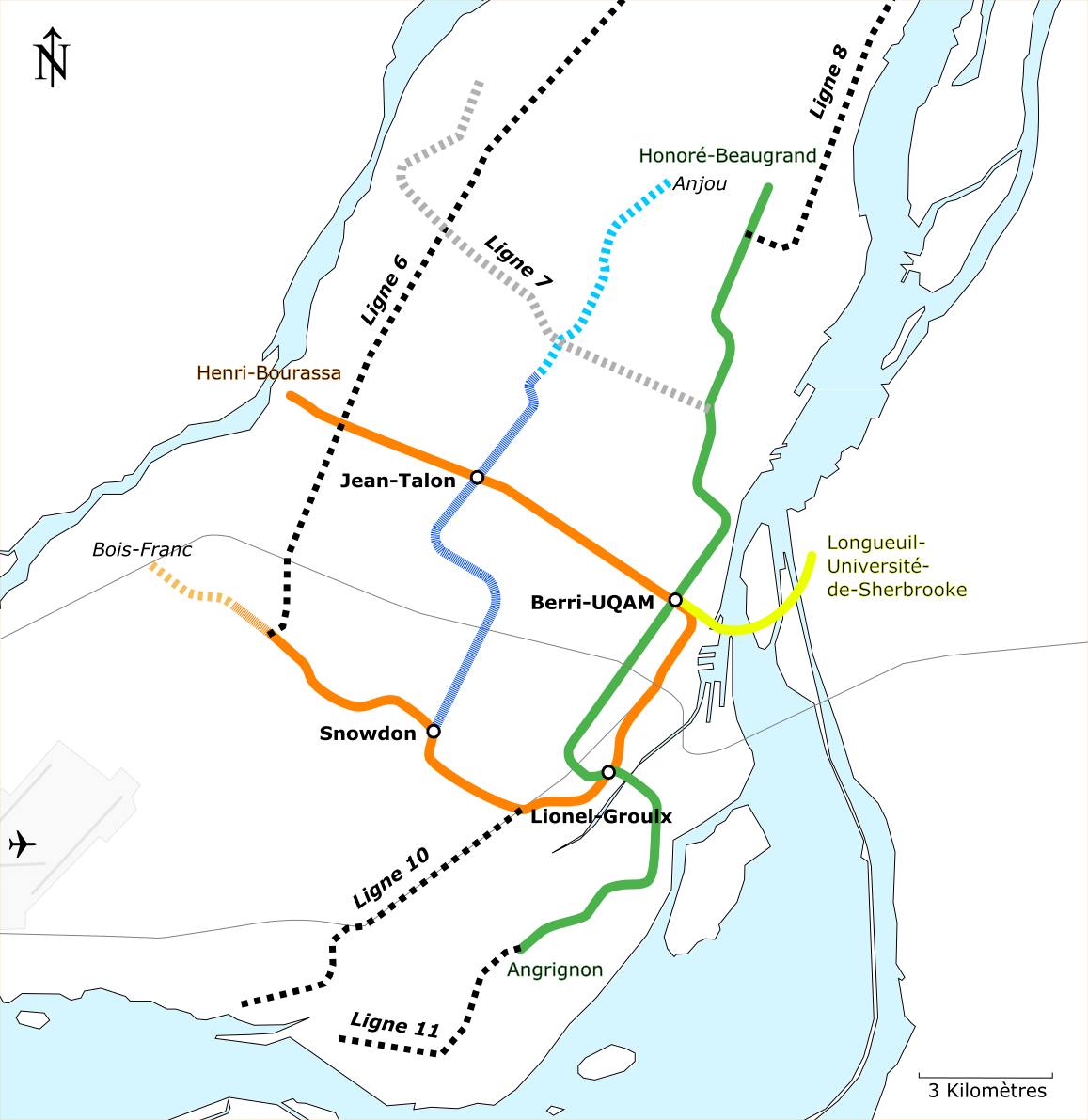
Lignes de métro et prolongements proposés par le MTQ en 1981 (ligne 6) et la CUM en 1984 (lignes 7,8,10 et 11).

À la fin des années 1980, la longueur du réseau initial a quasiment été multipliée par trois en vingt ans et dépasse alors celui de Toronto, mais les plans ne s’arrêtent pas là. En réponse à la ligne 6 (Du Collège à Repentigny) de « métro régional » proposée en 1981 par Québec, la CUM planifie, dans son scénario de 1983-1984, une ligne 7 souterraine (Pie-IX à Montréal-Nord) et des lignes en surface de métro léger numérotés 8 (Radisson à Pointe-aux-Trembles), 10 (Vendôme à Lachine) et 11 (Angrignon à LaSalle). En 1985, un nouveau gouvernement à Québec rejette le projet et remplace les métros de surface par des lignes de train de banlieue dans son plan de transport de 1988. Aux plans succèdent les controverses,,. À l'approche des élections québécoises de 1989, le projet de ligne 7 réapparaît, les prolongements de la ligne 5 vers Anjou (Pie-IX, Viau, Lacordaire, Langelier et Galeries d’Anjou) et de la ligne 2 vers le nord (Deguire/Poirier, Bois-Franc et Salaberry) sont annoncés.
L’arrivée des années 1990 est marquée par un déficit important dans les finances publiques partout au Canada et en particulier au Québec, ainsi qu’une récession économique. L'achalandage du métro décroît et le gouvernement du Québec supprime les subventions à l'exploitation des transports en commun urbains. Face à cette situation, les projets de prolongements sont mis en veilleuse et la CUM accorde la priorité à la rénovation des infrastructures.

### Développements récents (depuis 2002)
En 1996, le gouvernement du Québec crée une agence supra-municipale, l'Agence métropolitaine de transport (AMT), dont le mandat est de coordonner le développement des transports dans toute la région métropolitaine de Montréal. L'AMT devient responsable, entre autres, du développement du métro et des trains de banlieue. Le 1er juin 2017, l'AMT est divisée en deux et devient le RTM, Réseau de transport métropolitain, publicisé avec la graphie exo qui devient opérateur de certains réseaux d'autobus sur les couronnes, puis l'ARTM, qui s'occupe de la partie planification du réseau de transport en commun du Grand Montréal.

#### Prolongement vers Laval (2002-2007)

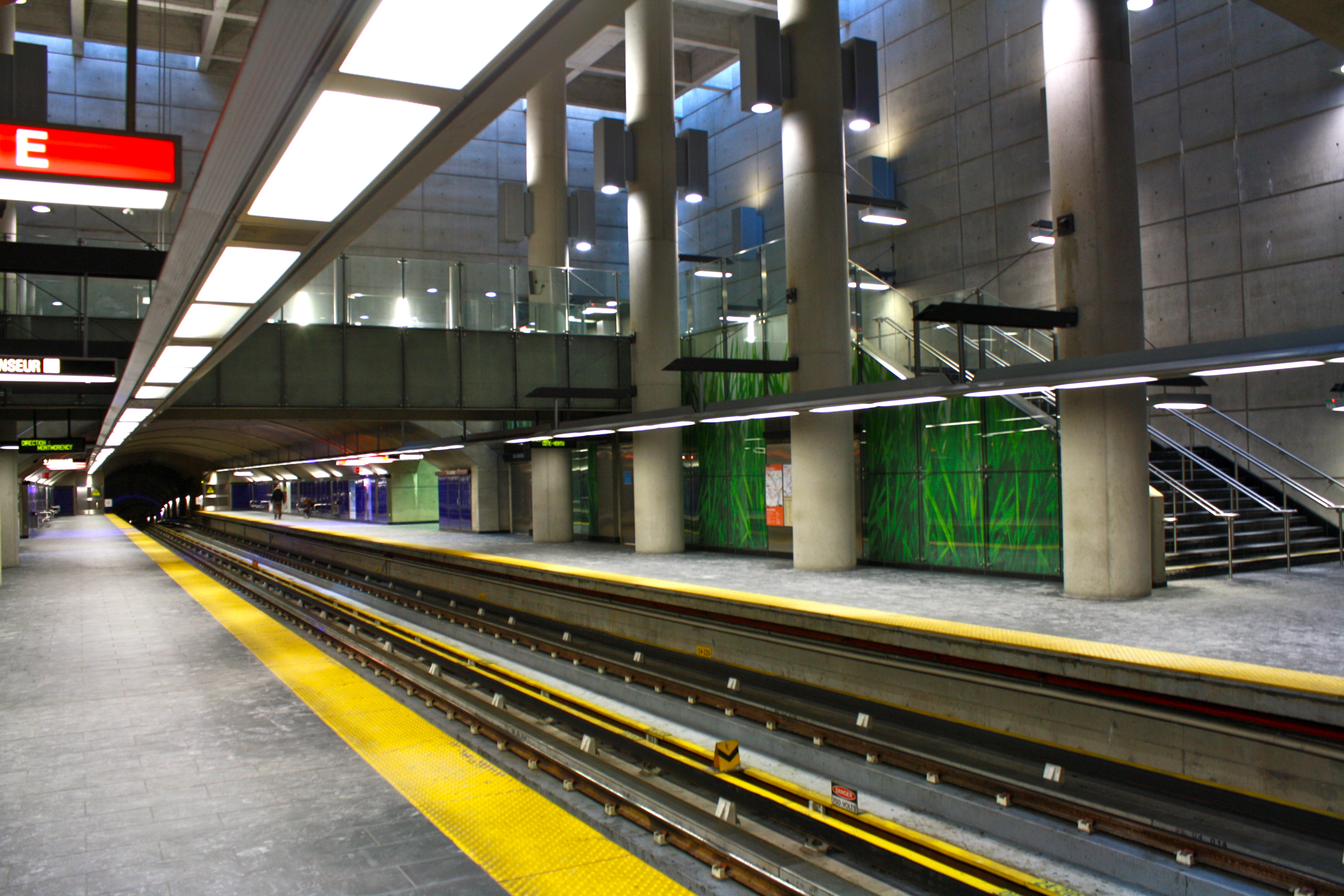
Station De la Concorde à Laval.

Annoncé en 1998, par la STCUM, le projet de prolonger la ligne 2 (orange) pour relier le terminus Henri-Bourassa à la ville de Laval en passant sous la rivière des Prairies est lancé le 18 mars 2002. Le prolongement est décidé et financé par le gouvernement du Québec. L’AMT reçoit le mandat de sa réalisation, mais la propriété et l’exploitation de la ligne demeureront à la Société de transport de Montréal (successeur de la STCUM). Les travaux, qui ont fait l'objet en juin 2004 d'un rapport du vérificateur général, complétés, l’ouverture au public le 28 avril 2007 de ce prolongement ajoute 5,2 kilomètres au réseau et trois stations à Laval (Cartier, De la Concorde et Montmorency).

#### Rénovations majeures (depuis 2003)
En 2003, un contrat fut attribué à Alstom pour la réalisation d'un nouveau système de commande centralisée, mais la complexité du projet fut mal évaluée et les pannes nombreuses. Les budgets furent dépassés et la mise en service du nouveau centre prit deux ans de retard,. Les sociétés Thales et Ansaldo reçurent par la suite plusieurs contrats relatifs aux systèmes informatiques du métro.
Depuis 2004, la majeure partie des investissements de la STM est consacrée à de nombreux programmes de rénovations des infrastructures et du matériel roulant datant de la construction du métro. De nouvelles rames (MPM-10) remplacent les plus anciennes (MR-63). Ces nouvelles voitures visent une amélioration des services actuels, une capacité accrue, un confort amélioré et une meilleure fiabilité. Les tunnels sont réparés et plusieurs stations, notamment Berri-UQAM, sont depuis plusieurs années en réfection. Plusieurs postes, électriques et de ventilation, en surface, sont depuis 2016 complètement reconstruits selon les normes modernes,.
Depuis 2010, dans le but d’accroître l’accessibilité universelle, la STM a entrepris de construire des ascenseurs dans toutes les stations de métro. Les travaux sont défrayés par le gouvernement du Québec, l'ARTM et la STM. En date d'avril 2025, 30 des 68 stations comportent des ascenseurs et 2 stations sont en travaux pour en installer. Voici la liste des stations universellement accessibles.
| | |              |                                             | En construction                |
| --- | --- | ------------ | ------------------------------------------- | ------------------------------ |
| Honoré-Beaugrand, Viau, Pie-IX, Préfontaine, Berri-UQAM, Place-des-Arts, McGill, Atwater, Lionel-Groulx, Jolicoeur, Angrignon | Montmorency, De la Concorde, Cartier, Henri-Bourassa, Jean-Talon, Rosemont, Mont-Royal, Berri-UQAM, Champ-de-Mars, Place-D'Armes, Bonaventure, Lionel-Groulx, Place-Saint-Henri, Vendôme, Villa-Maria, Snowdon, Du Collège, Côte-Vertu | Jean-Drapeau | Snowdon, Outremont, Jean-Talon, D'Iberville | Berri-UQAM , Édouard-Montpetit |

## Réseau actuel
Les lignes du métro de Montréal sont identifiées principalement par leur couleur, mais peuvent aussi l'être par leur numéro ou leurs stations terminus. La direction est toujours identifiée par la station terminus vers laquelle le train se dirige.

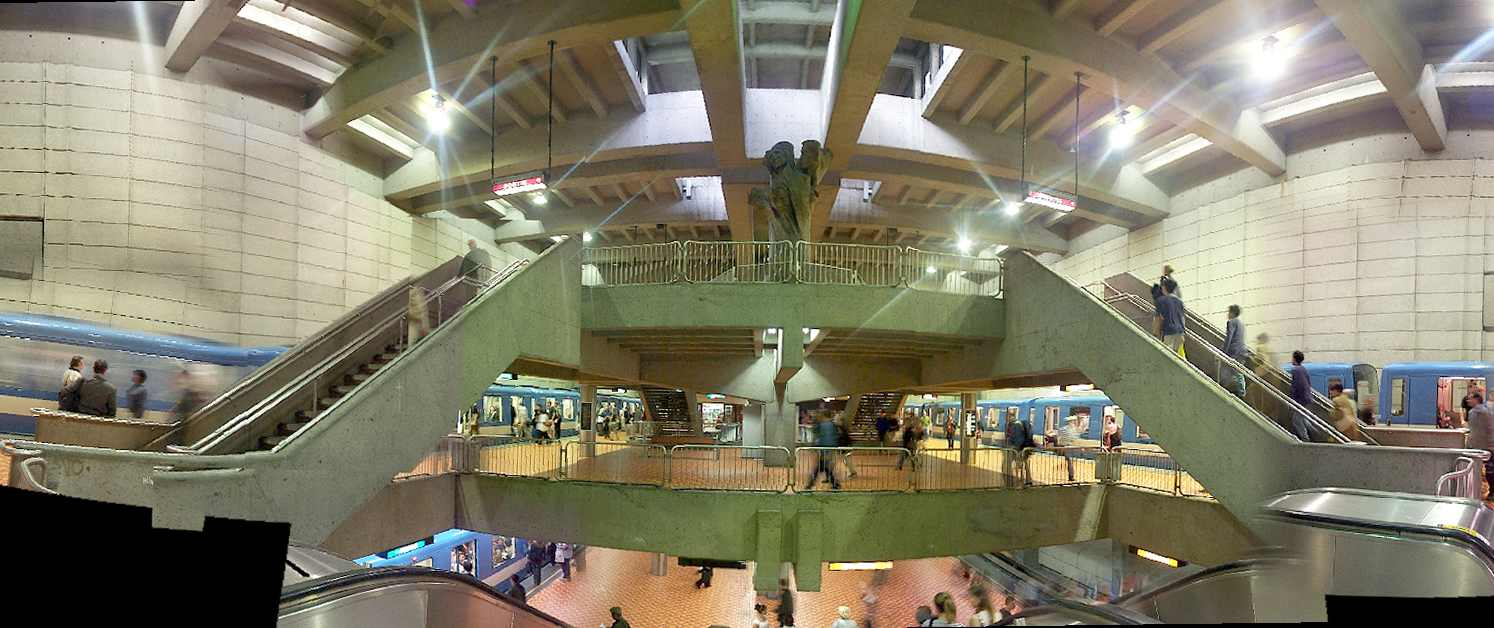
Station Lionel-Groulx, lignes verte et orange.

### Lignes et opérations
Le service débute entre 5 h 24 et 5 h 30 et se termine entre 0 h 30 et 1 h 30, selon la ligne et le jour de la semaine. Sur les lignes les plus fréquentées, la ligne verte et la ligne orange, l'intervalle entre deux trains aux heures de pointe est de deux à quatre minutes.
| Ligne | Ligne            | Terminus   | Terminus | Terminus                                 | Année de mise en service | Année de dernière extension | Longueur (km) | Nombre de stations | Fréquence des trains | Fréquence des trains |
| Ligne | Ligne            | Terminus   | Terminus | Terminus                                 | Année de mise en service | Année de dernière extension | Longueur (km) | Nombre de stations | Heures de pointe     | Hors pointe          |
| --- | ---------------- | ---------- | -------- | ---------------------------------------- | ------------------------ | --------------------------- | ------------- | ------------------ | -------------------- | -------------------- |
| | Ligne verte (1)  | Angrignon  | ↔        | Honoré-Beaugrand                         | 1966                     | 1978                        | 22,1          | 27                 | 3–4 minutes          | 4–10 minutes         |
| | Ligne orange (2) | Côte-Vertu | ↔        | Henri-Bourassa ou Montmorency*           | 1966                     | 2007                        | 30,0          | 31                 | 2–4 minutes          | 4–10 minutes         |
| | Ligne jaune (4)  | Berri-UQAM | ↔        | Longueuil–Université-de-Sherbrooke       | 1967                     | 1967                        | 4,25          | 3                  | 3–5 minutes          | 5–10 minutes         |
| | Ligne bleue (5)  | Snowdon    | ↔        | Saint-Michel (Galeries-D'Anjou, en 2029) | 1986                     | 1988                        | 9,7           | 12 (17, en 2029)   | 3–5 minutes          | 5–10 minutes         |
| Notes : * Sur la ligne orange, depuis Côte-Vertu, les trains ont deux terminus : Henri-Bourassa ou Montmorency, selon ce qui est indiqué à la tête du train. Ainsi, seuls les trains ayant comme terminus Montmorency desservent les stations de Laval (Cartier, De la Concorde et Montmorency) les autres trains arrêtent à Henri-Bourassa. Dans la direction inverse, certains trains partent de la station Montmorency et d'autres d’Henri-Bourassa. De plus, le matin, deux trains au départ spécial d’Henri-Bourassa ont comme terminus Montmorency. La station Henri-Bourassa est de ce fait la seule station de la ligne orange où tous les trains de cette ligne transitent. * Il n'y a jamais eu de ligne 3. Il s'agissait d'un projet d'aménagement d'une ligne du Canadien National qui aurait nécessité des roues d'acier au lieu de pneus et qui n'aurait pas été souterraine (hormis la portion du tunnel sous le mont Royal, d'une longueur de 5 kilomètres). Le projet a été abandonné au profit de la ligne jaune pour permettre un accès facile à l'île Sainte-Hélène lors de l'Expo 67. Le tunnel et la ligne du CN sont toujours utilisés par les trains de banlieue Montréal-Deux Montagnes et Montréal-Mascouche de l'AMT. |                  |            |          |                                          |                          |                             |               |                    |                      |                      |

### Stations

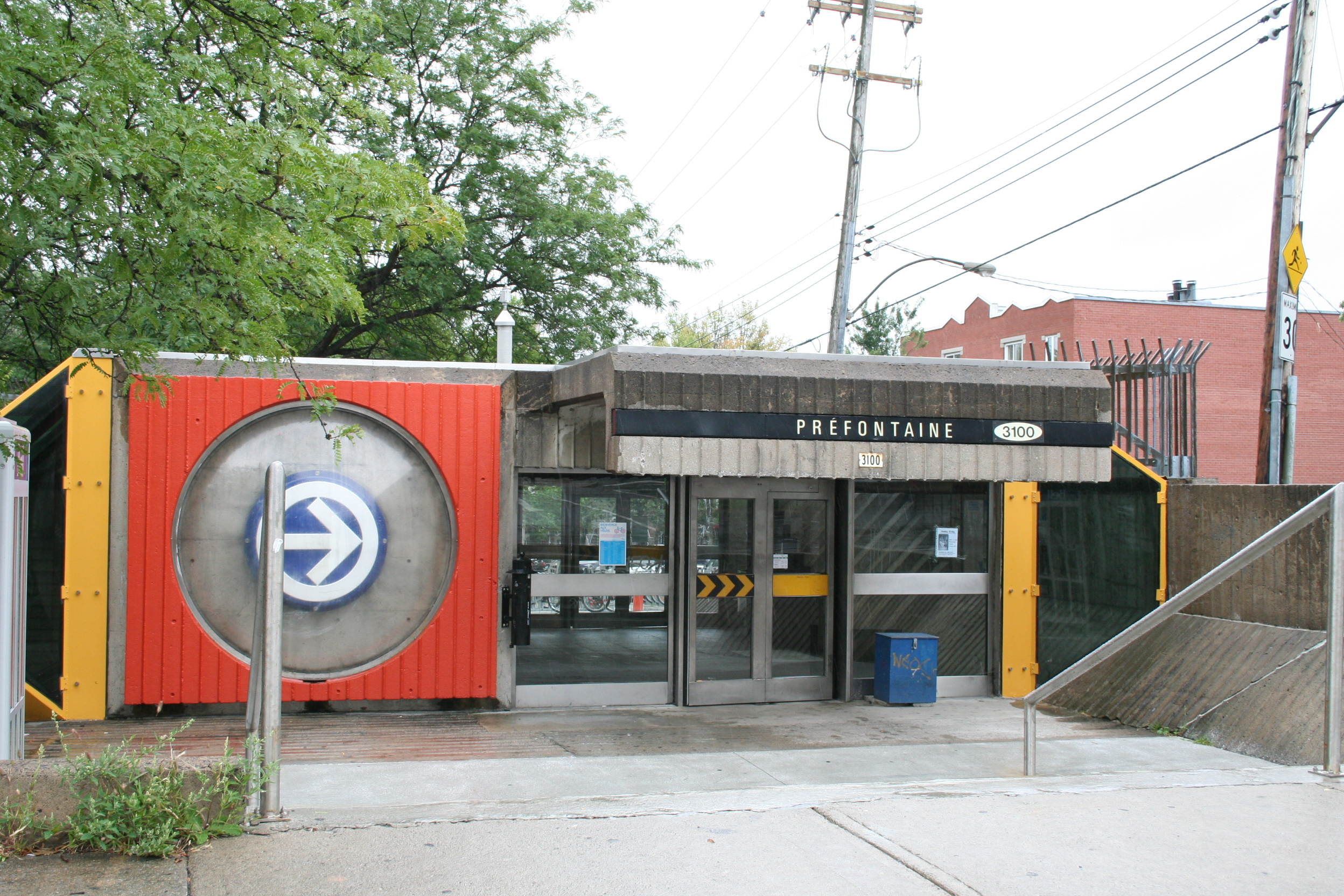
Édicule de la station Préfontaine.

Le réseau compte 68 stations dont quatre ont des correspondances entre les lignes et cinq sont intermodales avec le réseau de trains de banlieue. Les stations sont majoritairement nommées d’après des rues qui leur sont adjacentes.

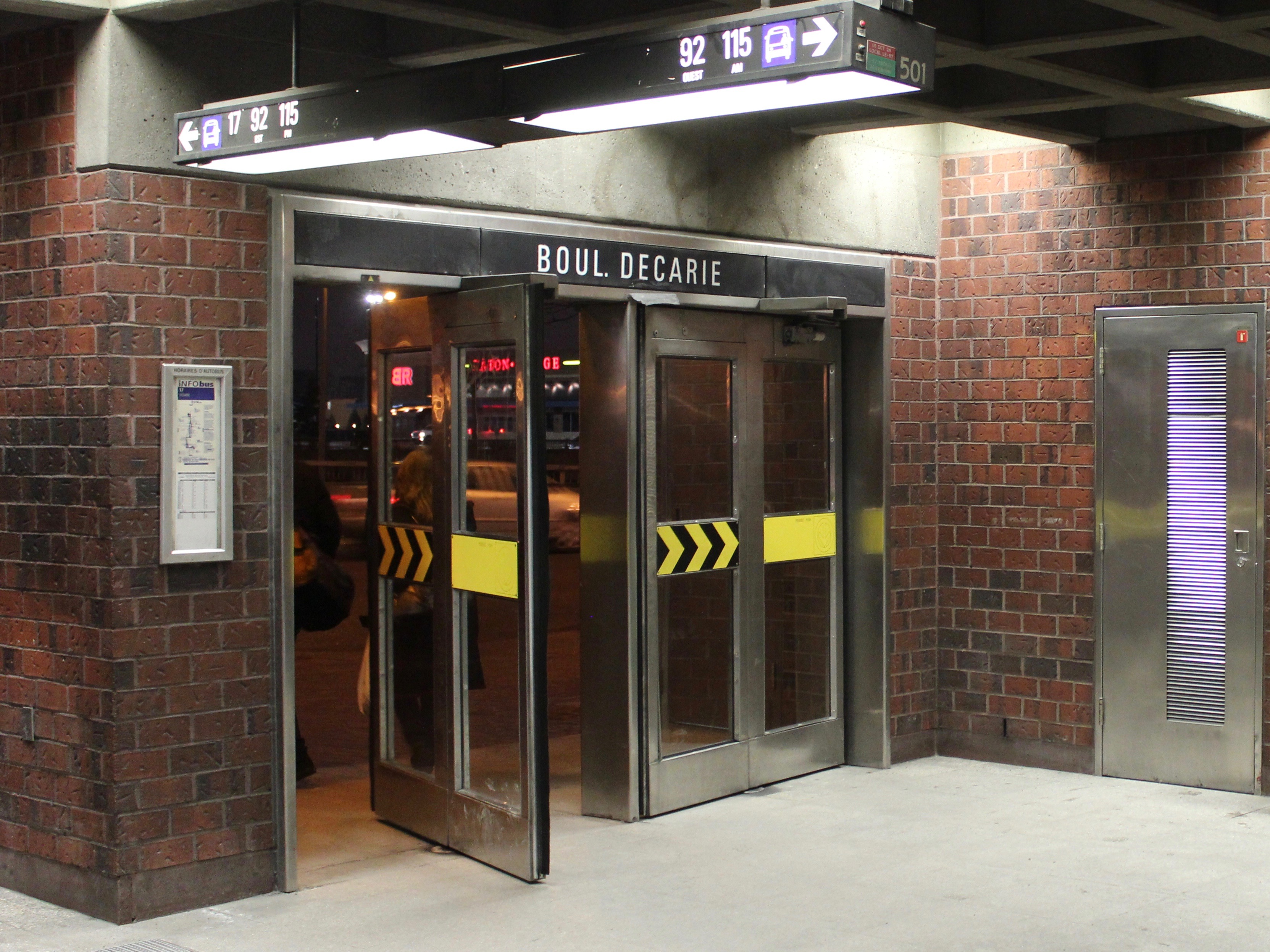
Portes papillon de la station Namur.

La distance moyenne entre les stations est de 950 mètres, avec un minimum au centre-ville entre les stations Peel et McGill (296 mètres) et un maximum entre Berri-UQAM et Jean-Drapeau (2 362 mètres),. La profondeur moyenne des stations est de 15 mètres. La station la plus profonde du réseau, Charlevoix, a son quai direction Honoré-Beaugrand situé à 29,6 mètres sous terre. Les stations les moins profondes sont Angrignon et Longueuil–Université-de-Sherbrooke à seulement 4,3 mètres sous la surface.
Les quais des stations, longs de 152,4 mètres (500 pieds) et larges d'au moins 3,8 mètres sont positionnés de part et d'autre des voies sauf dans les stations de correspondance Lionel-Groulx, Snowdon et Jean-Talon, où ils sont superposés afin de faciliter les transferts entre les lignes dans certaines directions. Les stations Charlevoix et De l’Église sont elles aussi aménagées avec des quais superposés, mais pour des raisons d’ingénierie, le roc du sous-sol dans le secteur (du schiste) étant trop friable pour une station avec plus d'emprise. Les stations terminus des futurs prolongements pourraient être à quais centraux pour accommoder une boucle de retournement.
Contrairement à d'autres métros de grandes villes, les entrées de presque toutes les stations du métro de Montréal sont complètement fermées, en général dans un édicule, pour les protéger des intempéries. La plupart des édicules sont munis, depuis 1976, de portes d’accès de type « papillon » dont l’ouverture est facilitée dans les forts courants d’air créés par l'effet piston des rames en mouvement dans les tunnels. Toutes les entrées sont en retrait du trottoir. Plusieurs stations du centre-ville ont un accès direct par l'intérieur à d'autres édifices, faisant ainsi du métro une partie intégrante de la ville souterraine de Montréal.

#### Informations voyageurs

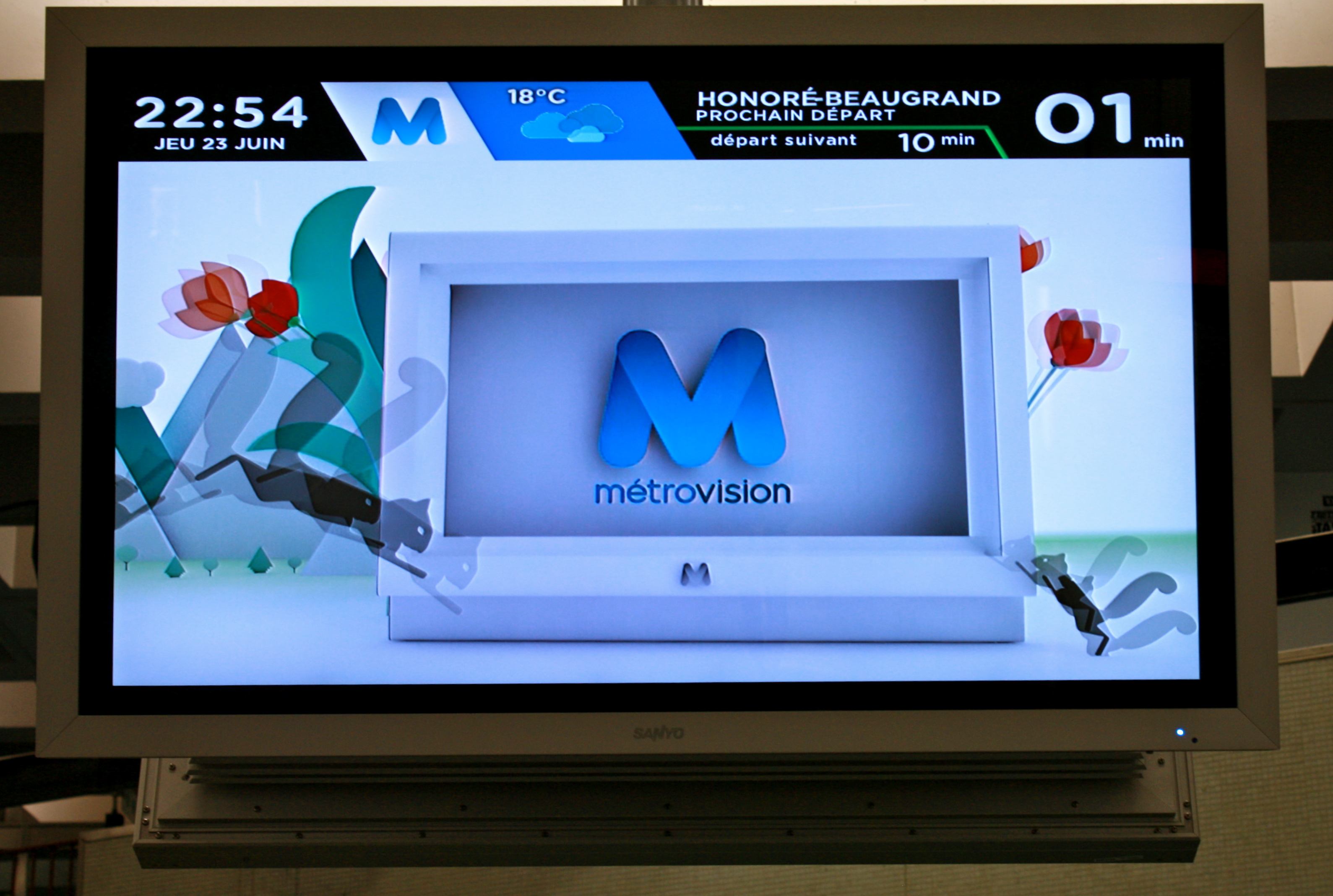
Un écran MétroVision à la station Place-des-Arts.

Depuis fin 2014, des écrans d'information MétroVision sont installés sur les quais de toutes les stations. Ces écrans plats ou projetés informent en continu les usagers du métro du temps restant avant les deux prochains départs et diffusent des publicités, les informations de RDI, les bulletins météorologiques de MétéoMédia ainsi que des informations spécifiques à la STM en lien avec le réseau (délais, par exemple). Depuis 2020, des informations relatifs aux taux d’occupation par voiture de métro était disponible sur la ligne orange.

#### Accessibilité

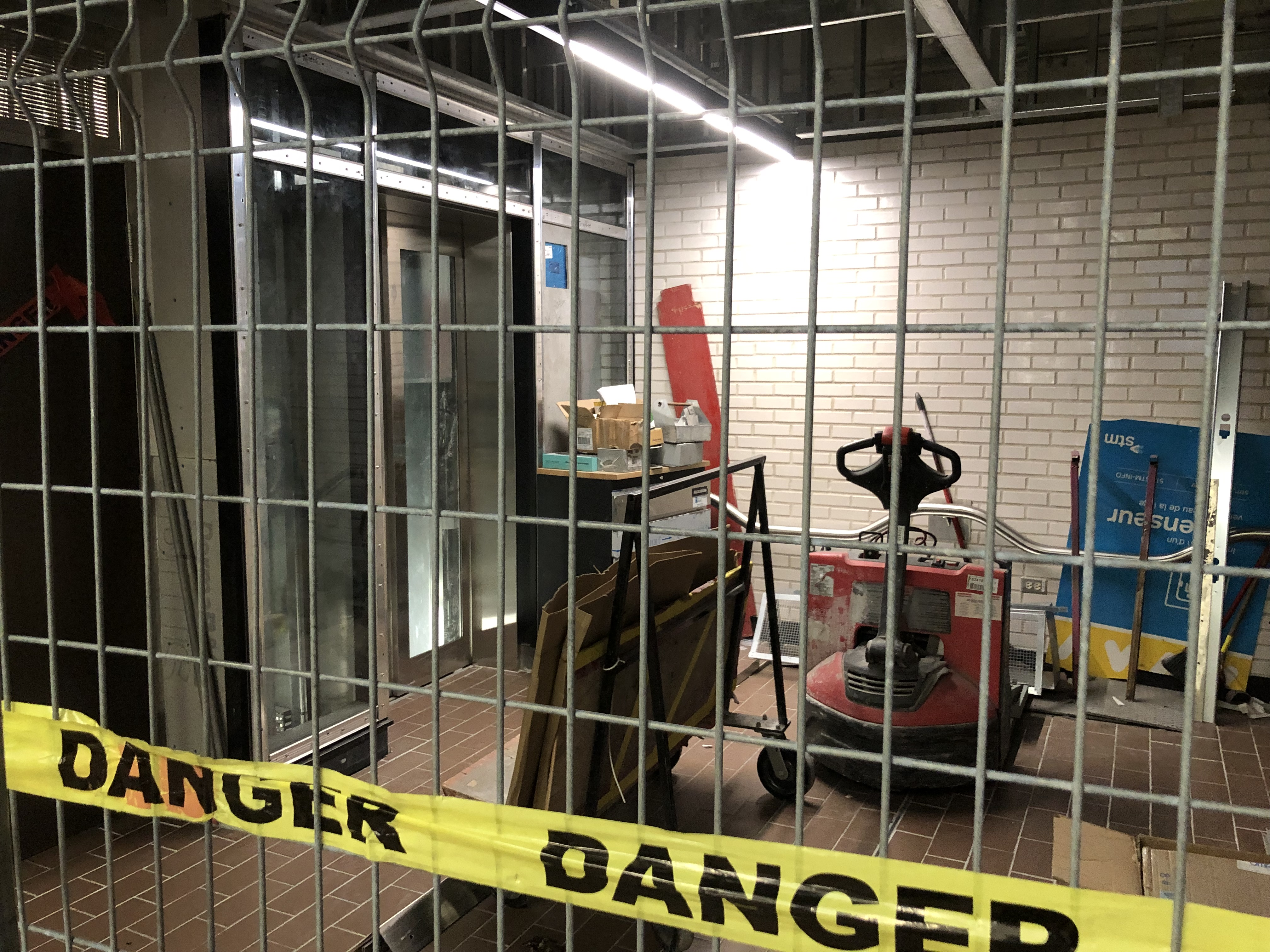
Installation d'un ascenseur à la station Atwater.

L'architecture distincte de chaque station aide les passagers à se repérer.
Depuis l'avril 2025, seulement 30 stations sont équipées d'ascenseurs sur 68 stations. L'absence d'escaliers mécaniques dans toutes les directions ou à tous les niveaux dans certaines stations rend le métro difficilement accessible aux personnes handicapées ainsi qu'à celles accompagnées d'enfants.
Les premières stations à être accessibles ont été celles construites lors de l'extension vers Laval de la ligne 2 dans les années 2000.
| Lignes | Stations          | États                                 | Correspondances                                                                                          |
| ------ | ----------------- | ------------------------------------- | --- |
|        | Honoré-Beaugrand  | Ouvert                                | Aucune                                                                                                   |
|        | Viau              | Ouvert                                | Aucune                                                                                                   |
|        | Pie-IX            | Ouvert                                | SRB Pie-IX                                                                                               |
|        | Préfontaine       | Ouvert                                | Aucune                                                                                                   |
|        | Berri-UQAM        | Ouvert (Ligne Jaune, en construction) | Ligne Verte et Orange accessible en ascenseurs. Les ascenseurs vers la ligne Jaune sont en construction. |
|        | Place-des-Arts    | Ouvert                                | Aucune                                                                                                   |
|        | McGill            | Ouvert                                | Future station McGill du Réseau Express Métropolitain (REM) en 2025.                                     |
|        | Atwater           | Ouvert                                | Aucune                                                                                                   |
|        | Lionel-Groulx     | Ouvert                                | Ligne Verte et Orange accessible en ascenseurs.                                                          |
|        | Jolicoeur         | Ouvert                                | Aucune                                                                                                   |
|        | Angrignon         | Ouvert                                | Aucune                                                                                                   |
|        | Montmorency       | Ouvert                                | Aucune                                                                                                   |
|        | De la Concorde    | Ouvert                                | |
|        | Cartier           | Ouvert                                | Aucune                                                                                                   |
|        | Henri-Bourassa    | Ouvert                                | Aucune                                                                                                   |
|        | Jean-Talon        | Ouvert                                | Ligne Orange et Bleue accessible en ascenseurs.                                                          |
|        | Rosemont          | Ouvert                                | Aucune                                                                                                   |
|        | Mont-Royal        | Ouvert                                | Aucune                                                                                                   |
|        | Champ-de-Mars     | Ouvert                                | Aucune                                                                                                   |
|        | Place-d'Armes     | Ouvert                                | Aucune                                                                                                   |
|        | Bonaventure       | Ouvert                                | à la Gare centrale de Montréal                                                                           |
|        | Place-Saint-Henri | Ouvert                                | Aucune                                                                                                   |
|        | Vendôme           | Ouvert                                | La Gare Vendôme est accessible en ascenseurs.                                                            |
|        | Villa-Maria       | Ouvert                                | Aucune                                                                                                   |
|        | Snowdon           | Ouvert                                | Ligne Orange et Bleue accessible en ascenseurs.                                                          |
|        | Du Collège        | Ouvert                                | Aucune                                                                                                   |
|        | Côte-Vertu        | Ouvert                                | Aucune                                                                                                   |
|        | Édouard-Montpetit | En construction                       | Future station É.-Montpetit du Réseau Express Métropolitain (REM) en 2025.                               |
|        | Outremont         | Ouvert                                | Aucune                                                                                                   |
|        | D'Iberville       | Ouvert                                | Aucune                                                                                                   |
|        | Jean-Drapeau      | Ouvert                                | Aucune                                                                                                   |

### Tarification
Le métro, tout comme le service d'autobus à Montréal, est exploité par la Société de transport de Montréal (STM). Les tarifs du métro et des autobus sont complètement intégrés, un billet donnant droit à un déplacement complet, quel que soit le moyen utilisé ou le nombre de correspondances (dans la limite de 120 minutes après la première validation). Depuis le 1er juillet 2022, les tarifs des trains de banlieue sont également intégrés à ceux du métro,, grâce au déploiement d'un système de tarification basé sur quatre zone tarifaires (A, B, C et D) plutôt que sur le mode de transport, comme c'était précédemment le cas.
Puisque toutes les stations de métro sont situées en zone A (correspondant à l'île de Montréal) excepté celles de Laval (Cartier, De la Concorde et Montmorency) et celle de Longueuil (Longueuil–Université-de-Sherbrooke), la tarification est en partie différente pour celles-ci.
Les tarifs sont intégrés avec ceux des trains de banlieue du Réseau de transport métropolitain (RTM). Anciennement, ce dernier vendait des titres de transport permettant l’utilisation du métro (titres TRAM) tandis que les titres de la STM ne permettaient pas l'utilisation des trains; depuis juillet 2022, cependant, les titres dits « Tous modes » permettent la correspondance entre tous les modes de transports, pour autant qu'ils soient valides à la fois dans la zone de départ et d'arrivée du trajet.
Les cinq stations intermodales de Bonaventure, Lucien-L'Allier, Vendôme, De la Concorde , Sauvé (sur la ligne orange) et Parc (ligne bleue) permettent une correspondance entre le métro et les trains de banlieue.

#### Ancien système

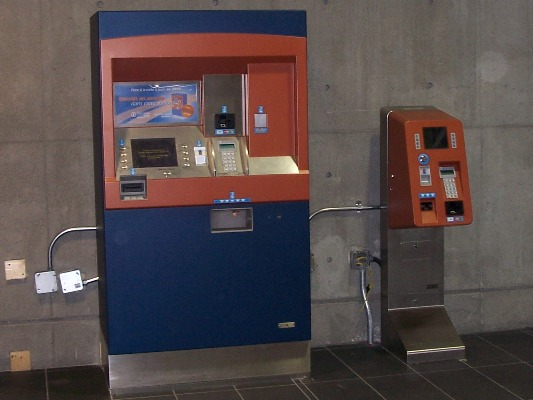
Les deux types de machines distributrices utilisés pour acheter des titres de transport.

L’ancien système, datant de l’ouverture du réseau, gobait les billets sans donner de contremarque ni de reçu, ce qui rendait impossible le contrôle de la fraude à moins de prendre les fraudeurs en flagrant délit de sauter les tourniquets.
De 1966 à 2009, des distributrices automatiques au-delà des tourniquets émettaient des billets de correspondances permettant de prendre l’autobus (mais pas le métro — à l’exception de la station Berri-UQAM où il était possible de reprendre le métro avec la correspondance si elle était estampillée par un commerçant situé dans les accès de la station de métro). Dans les autobus, les chauffeurs distribuaient des billets de correspondances avec encodage de la date et de l'heure, ce qui permettait leur lecture par les tourniquets du métro.
Le système actuel valide et restitue le billet qui sert alors de correspondance, permettant d'emprunter suffisamment de correspondances à l'intérieur d’une plage de temps de 120 minutes. Le billet validé peut servir également pour fins de contrôle, permettant ainsi de lutter contre la fraude.

#### Opus

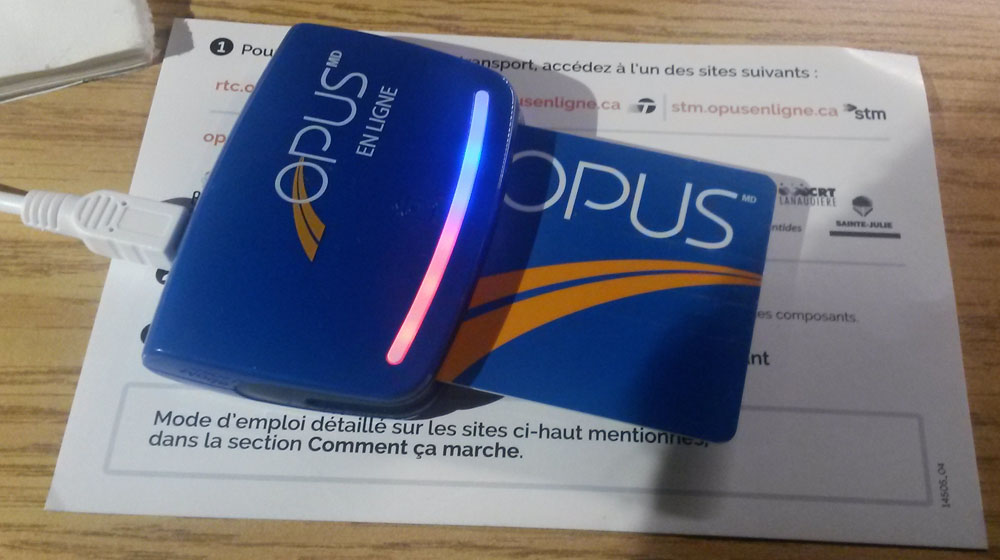
Lecteur personnel de carte Opus pour le rechargement en ligne.

À partir de 2008, le système de perception a été entièrement revu et remplacé. Les anciennes boîtes de perception Cleveland, datant de l'époque des tramways et donc centenaires, ont été remplacées par des appareils électroniques permettant la perception de billets avec bande magnétique, de cartes à puce sans contact non-rechargeables et d'une carte à puce sans contact rechargeable dite « carte Opus ». Les cartes sans contact utilisent une technologie analogue à celle de la radio-identification (RFID).
La même carte Opus permet de charger plusieurs titres de transports : billets, carnets ou abonnements, un abonnement pour Montréal seulement et des billets de train de banlieue. Les enfants, les étudiants et les personnes de 65 ans et plus ont droit à un tarif réduit s'ils présentent une carte Opus avec photo. Lors de la lecture d'une carte, un affichage sur le tourniquet ou la boîte de perception indique combien il reste de passages valides sur cette dernière.
Depuis 2015, les clients peuvent acheter un lecteur personnel de carte Opus pour recharger leur carte en ligne depuis un ordinateur. En 2016, la STM développe une application pour les téléphones intelligents disposant de la technologie NFC, qui ferait office de carte Opus,.
Depuis 2024, l'application Chrono, développée par l'ARTM, permet de recharger une carte Opus en ligne, mais ne permet toujours pas de « dématérialiser » son titre de transport et d'utiliser seulement son téléphone intelligent .

### Financement

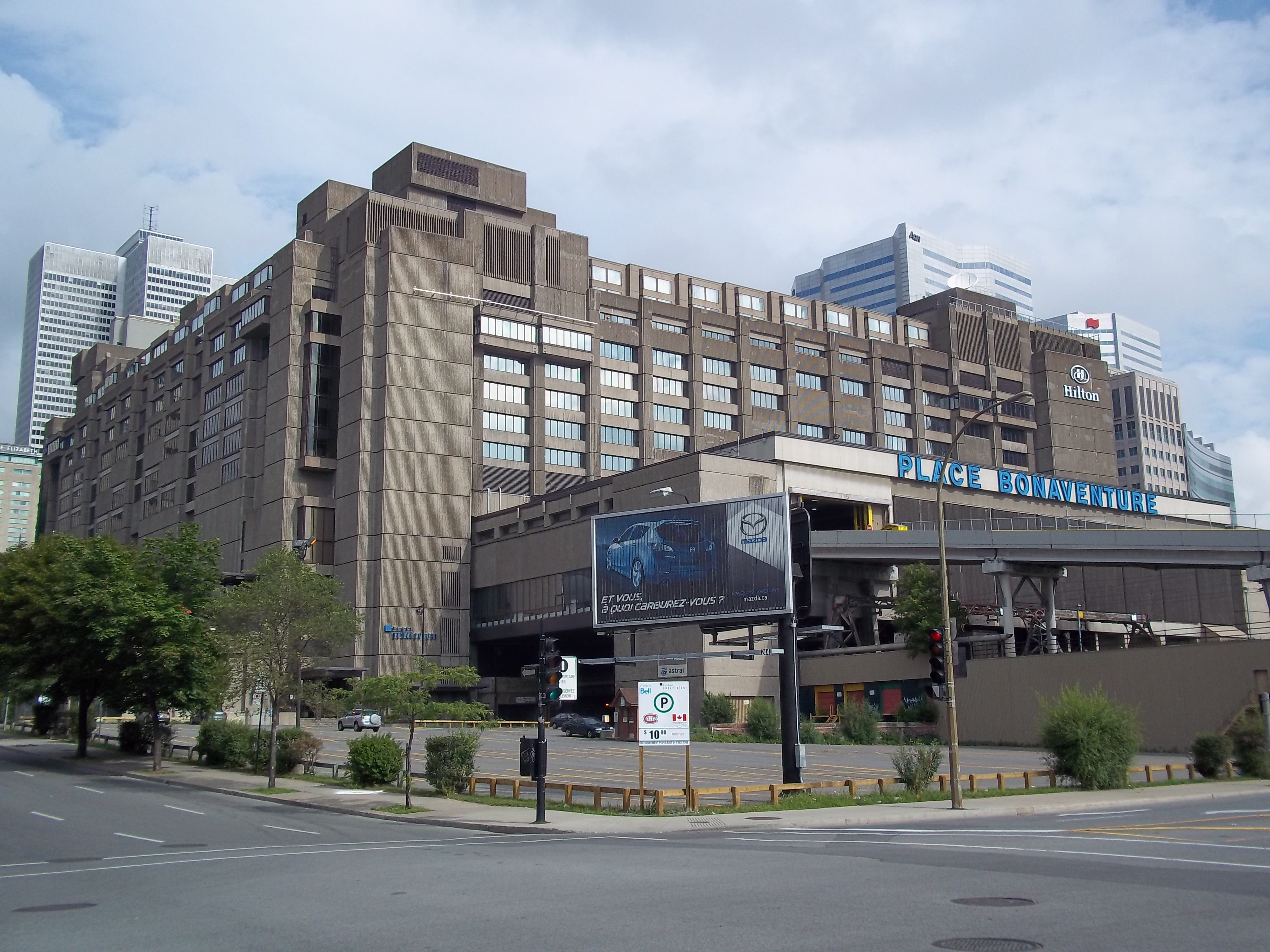
Le siège de la STM se trouve Place Bonaventure.

Le financement du fonctionnement du réseau (entretien, matériel et salaires) est assuré par la STM. Cependant, les tarifs des billets et abonnements ne couvrent que 45 % des frais réels de transport. Le manque à gagner est compensé par l’agglomération de Montréal (32 %), la communauté métropolitaine (6 %) et le gouvernement du Québec (13 %).
La STM ne tient pas de comptabilité distincte pour le métro et les bus. Les chiffres qui suivent englobent donc ces deux activités. En 2017, les recettes directes d'exploitation prévues par la STM s'élèvent à 677 millions de dollars. Pour compenser les tarifs réduits, la métropole versera 539 millions de dollars auxquels s'ajoutent 189 millions de dollars de subvention de Québec. Pour un budget de 1,4 milliard, les salaires représentent 64 % des dépenses de la STM, suivis en importance par les frais et fonctionnement (23 %) puis les frais financiers (13 %) engendrés par un endettement de 3,16 milliards. Pour le réseau du métro uniquement, les salaires représenteront 76 % des 301 millions de coût d’exploitation, devant les frais d'électricité (9 %).
Les investissements lourds (extensions du réseau) sont financés en totalité par le gouvernement du Québec. Les travaux de rénovation et d'amélioration du service sont subventionnés jusqu'à hauteur de 100 % par les gouvernements du Canada et du Québec et l'agglomération de Montréal. Par exemple, 74 % du coût de remplacement des rames est payé par Québec et 33 % de la facture pour la mise aux normes des postes de ventilation est défrayé par le gouvernement fédéral. Restent totalement à la charge de la STM les investissements destinés à maintenir le réseau en état de fonctionnement.

### Sécurité

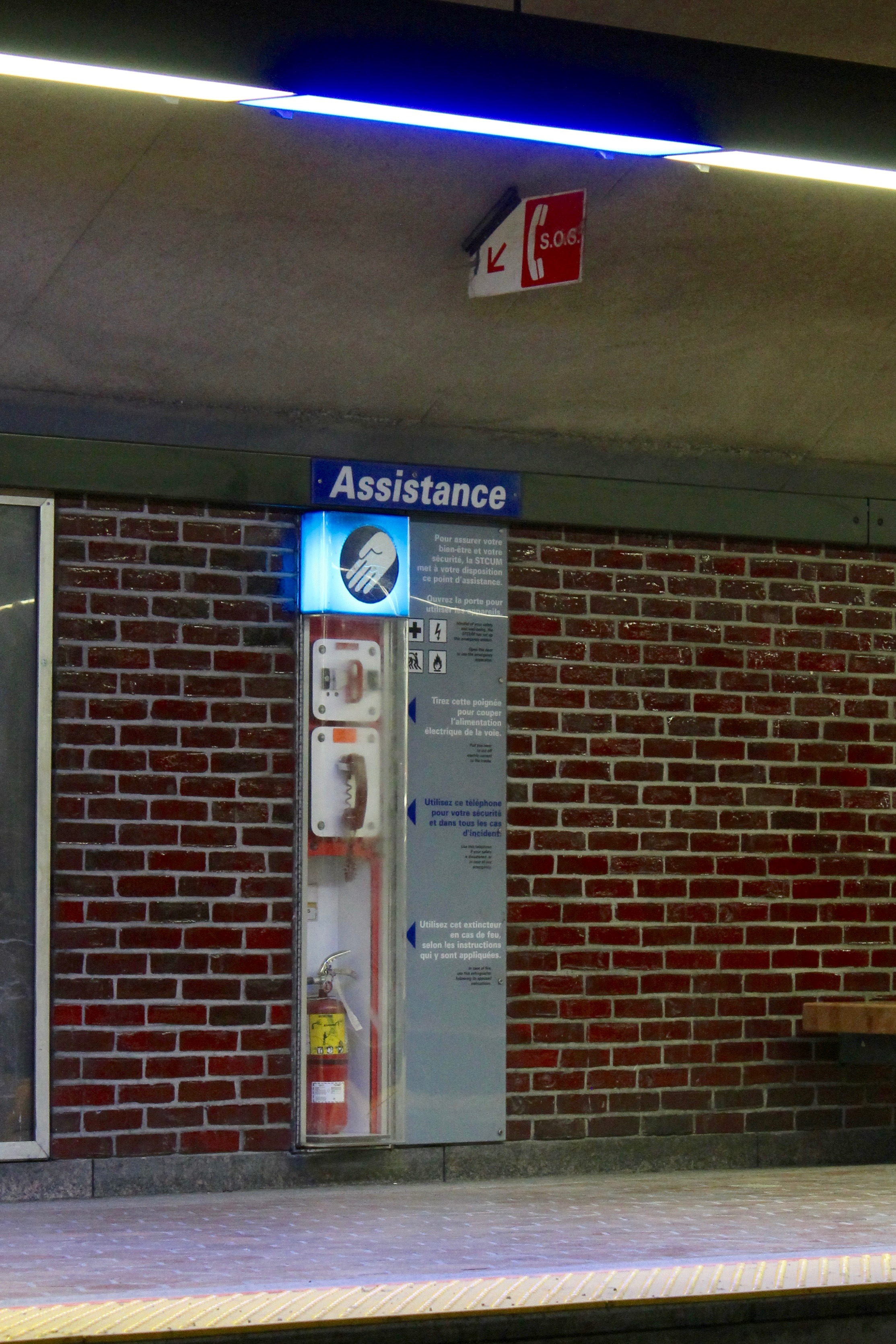
Un point d'assistance sur un quai.

Les installations du métro de Montréal sont patrouillées quotidiennement par 164 constables spéciaux de la STM et 115 agents du Service de police de la Ville de Montréal (SPVM) affectés au métro. Les constables sont en contact avec le centre de sécurité du poste de commande centralisé du métro qui dispose de 2 000 caméras réparties sur le réseau, couplées à un système informatique de reconnaissance visuelle.
Sur les quais des stations sont accessibles des points d'assistance équipés d'un téléphone relié au centre de communication du métro, d'un rupteur de coupure d'urgence de l'alimentation électrique des voies et d'un extincteur. Le système d'alimentation électrique est segmenté en courtes sections qui peuvent être privées de courant indépendamment, afin qu'à la suite d'un incident une seule rame soit arrêtée et que les autres puissent gagner la station la plus proche.
Dans les tunnels, un cheminement surélevé accessible depuis les rames facilite l'évacuation et permet de se déplacer sans marcher sur les voies. Tous les 15 mètres environ, les directions sont indiquées par un fléchage éclairé. Tous les 150 mètres environ se trouvent des niches de sécurité avec téléphones, rupteurs de courant et alimentation en eau pour incendie. Au niveau des puits d'aération, dans les tunnels anciens, et tous les 750 mètres maximum dans les sections récentes (Laval), sont aménagées des sorties de secours vers la surface.
En surface, des bornes d'incendie bleues dans les rues relient des colonnes sèches permettant l’alimentation en eau du système de lutte aux incendies du métro. Si un feu se déclare dans les tunnels, les pompiers connectent les bornes d’incendie rouges aux bornes bleues pour alimenter le système du métro. Ce découplage permet de prévenir une inondation accidentelle.

### Fréquentation

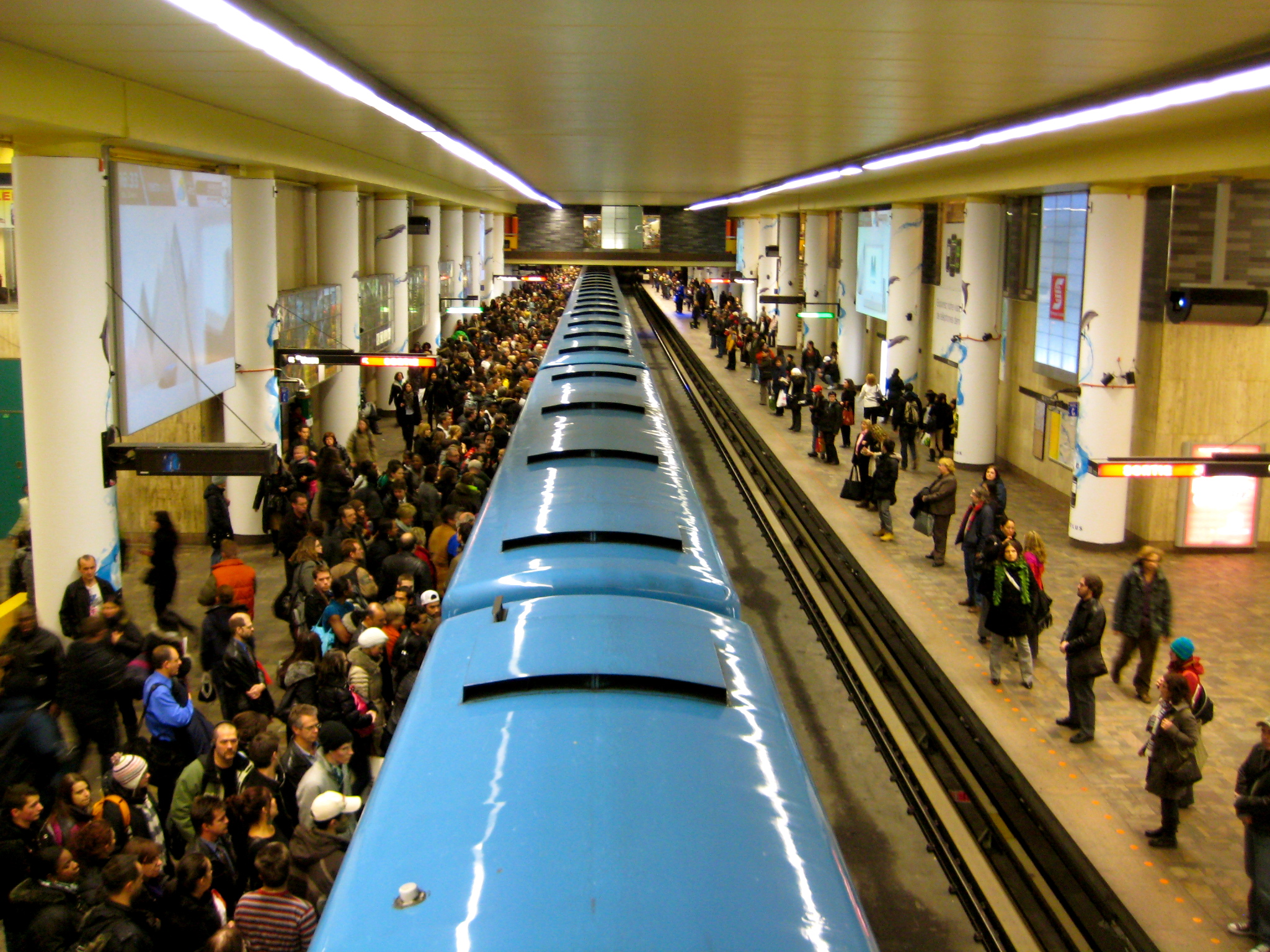
Une rame stationnée à la station McGill, sur un quai de la ligne verte à une heure de grande affluence.

La fréquentation du métro de Montréal fait plus que doubler depuis son ouverture : le nombre de voyageurs transportés passe de 136 millions en 1967 à 367 millions un demi-siècle plus tard. Selon la STM, le métro atteint en 2018 un total de 10 milliards d'entrées cumulées depuis son ouverture. Montréal est doté de l'un des systèmes de transport public les plus achalandés d'Amérique du Nord attirant, après New York, le plus grand nombre d'usagers par rapport à sa population. Pourtant, cette croissance n'est pas continue : à la fin des années 1960 et au début des années 1990, la fréquentation connaît des périodes de baisse. De 1996 à 2018, le nombre de voyageurs transportés ne fait que croître. Aujourd'hui, les portions de lignes les plus fréquentées, telles que la ligne 1 entre Berri-UQAM et McGill ou la branche est de la ligne 2, répondent avec difficulté à la demande des heures de pointe. Il n'est pas rare, sur ces sections, que des voyageurs doivent laisser passer plusieurs rames avant de pouvoir embarquer. Les conditions de transport entre ces stations s'aggravent en été du fait de l'absence de climatisation et de la chaleur dégagée par les trains.
En 2023, les cinq stations les plus fréquentées sont (en millions de voyageurs entrants) : Berri-UQAM (8,68), McGill (7,62), Guy-Concordia (7,34), Côte-Vertu (6,84) et Atwater (5,88) ; quatre des cinq sont situées au centre-ville. La station la moins fréquentée est Georges-Vanier avec 773 078 entrées en 2011.

### Entretien du réseau
Le nettoiement des stations et des trains stationnés en terminus est réalisé par les employés de la division sanitaire, 24 heures par jour et 7 jours par semaine.
Les opérations de maintenance et de nettoyage des 331 kilomètres de rails, pistes de roulement et barres de guidage du métro de Montréal sont réalisées par les employés de la division Voie. Comme dans la plupart des métros du monde, ces opérations s'effectuent de nuit lorsque le service voyageur n'est plus assuré, entre 1 h 30 et 5 h du matin. Un matériel roulant spécifique de 119 véhicules incluant 50 wagons plateformes, 25 locotracteurs, 2 motrices de triage et 1 balai d'aiguillage, est utilisé pour entretenir les tunnels. De plus, une rame modifiée et des tracteurs diesel équipés de puissants aspirateurs recueillent la poussière sur les rails, provenant notamment de l'usure des pneus. Le jour, tout ce matériel est stationné dans les voies de raccordements Viau, Duvernay et Youville.

## Architecture et art public
Certains choix de conception s'expliquent par les conditions climatiques hivernales montréalaises, d'autres par les coûts et par l'influence de ses promoteurs, le maire Jean Drapeau en tête.

### Un métro souterrain

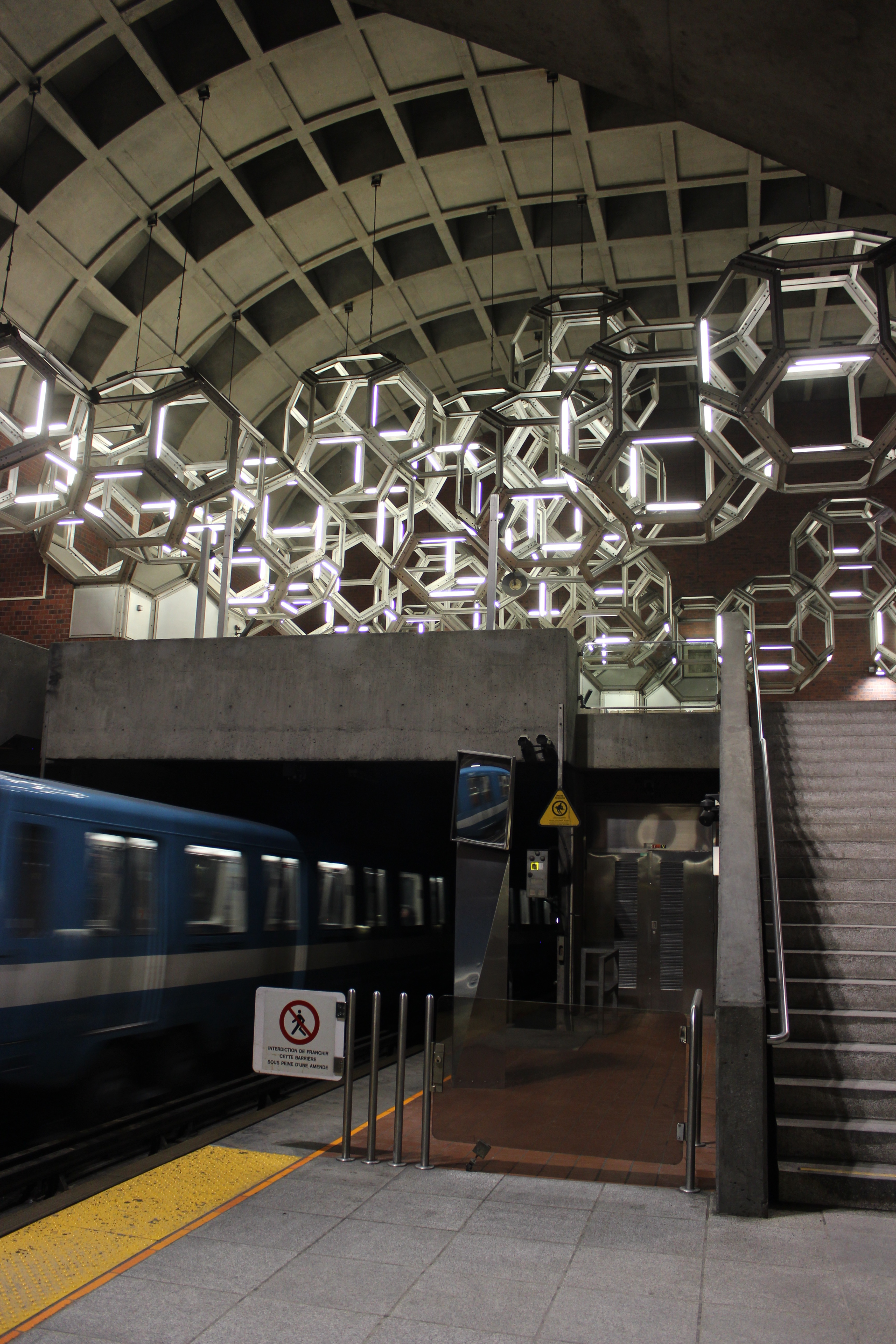
Station Namur, à 24 mètres sous la surface.

Les concepteurs du métro ont choisi de placer les voies en sous-sol afin de décongestionner les rues et de s'affranchir des conditions climatiques. Le réseau est conçu pour desservir en premier lieu le centre-ville, employeur principal de Montréal, et se déploie sous les zones les plus denses de la ville. La technologie sur pneumatiques retenue, difficilement compatible avec l'hiver québécois, explique le maintien de cette tendance lors des prolongements subséquents vers des zones moins denses.
Il existe deux façons de construire un métro souterrain : creuser une tranchée le long du tracé que l'on couvrira d'un toit ou creuser à une certaine distance de la surface avec un équipement spécialisé. La première solution est souvent moins coûteuse et a été utilisée dans plusieurs métros à travers le monde comme certaines lignes du métro de Paris et pour le métro de New York. Elle a cependant l'inconvénient de nécessiter la fermeture complète de la zone creusée et le déplacement des services publics le long de celle-ci (égouts, conduites...). Creuser dans une zone densément peuplée et en général le long d'une rue existante risque de perturber grandement la vie et l'économie de la ville. Par chance, le sous-sol de l'île de Montréal est surtout constitué de calcaire gris, une roche assez facile à percer, mais robuste à la compression, un matériau idéal pour un tunnel. Cette qualité de roc rendait le creusement des tunnels au moins quatre fois moins coûteux qu'une tranchée.
Le maire Jean Drapeau souhaitait que la construction du métro soit économique et dérange a minima Montréal, les ingénieurs de la ville optèrent donc principalement pour le creusement en profondeur en suivant le roc. Cependant, lorsque celui-ci était trop éloigné de la surface ou trop friable, sur environ 30 % du réseau initial, le creusement en tranchées était inévitable. Ils choisirent alors de le faire le long d'artères moins vitales : la rue Berri plutôt que Saint-Denis pour la branche Est de la ligne 2, de même que le boulevard De Maisonneuve plutôt que Sainte-Catherine pour la partie centrale de la ligne 1. En incluant les prolongements postérieurs au réseau initial, c'est plus de 80 % du réseau qui fut excavé en tunnels, par abattage à l'explosif et havage.
Afin d'amoindrir encore les coûts, une voiture de métro moins large que la moyenne nord-américaine a été retenue, ce qui permet de faire passer les deux voies dans un seul tunnel de 7,1 mètres de largeur pour 4,9 mètres de hauteur, sans division médiane ,.

### Un métro sur pneumatiques
Soucieux de préserver le métro d'une prise de contrôle par les puissantes compagnies ferroviaires, le maire Jean Drapeau voulait un système incompatible avec le réseau de ces dernières. D'abord en faveur d'un monorail, il fut séduit par la technologie du métro sur pneumatiques lors d'un voyage à Paris,,. Le métro sur pneus, alors une technologie nouvelle, était plus confortable, moins bruyant et permettait des accélérations et décélérations plus efficaces qu'un métro sur roues d'acier. En outre, ce choix s'accordait bien avec l’idée d'un métro de proximité, sur le modèle parisien, que favorisait les autorités municipales montréalaises depuis la fin des années 1940.

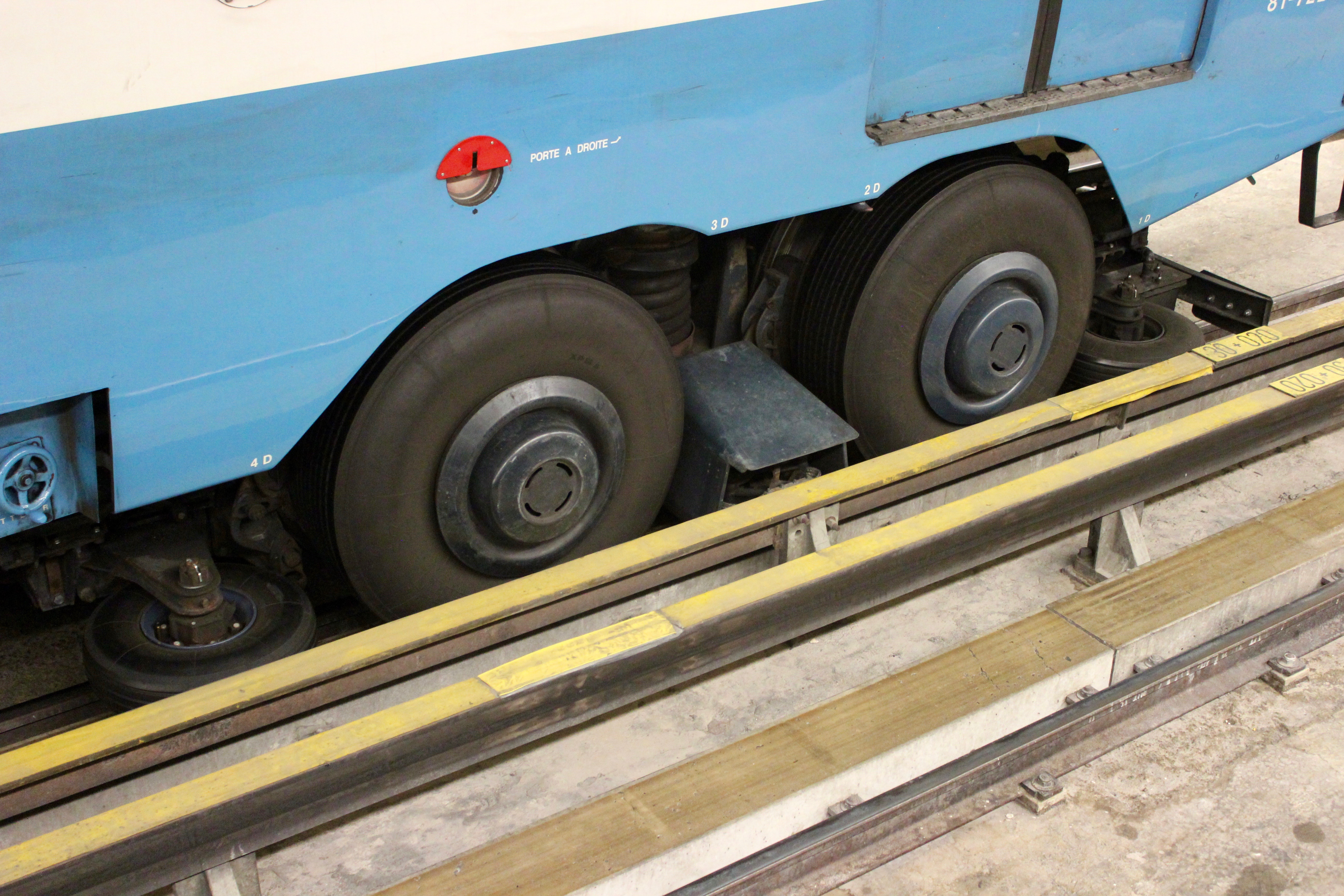
Les pneus d'une voiture MR-63.

Du fait de leur adhérence supérieure, les rames de métro sur pneumatiques peuvent franchir des pentes plus abruptes que celles sur rail. Du fait de leurs roues de guidage supplémentaires, elles peuvent prendre à grande vitesse des courbes plus prononcées. Ces deux caractéristiques permettent aux tunnels de suivre plus facilement les meilleures veines de roche et le relief accidenté de la ville. Cela permet aussi aux tunnels d'avoir un fort profil « en cuvette » avec un point bas entre les stations qui permet aux rames d’économiser de l’énergie en profitant d'une pente descendante pour l'accélération et d'une pente ascendante pour le freinage. La roche calcaire étant perméable, ce profil aide en outre à canaliser les eaux d'infiltration (plus de 2 millions de m³ par an) vers le point bas des tunnels d’où elles sont pompées.
Le métro de Montréal est donc entièrement souterrain et le premier au monde à utiliser uniquement la technologie de métro sur pneus. Son système, semblable à celui du métro de Paris, a été mis au point en collaboration avec la société Michelin et les ingénieurs de la RATP (via la SOFRETU). Aujourd'hui encore, l'expertise du groupe français est sollicitée par la STM.

### Des stations œuvres d'art

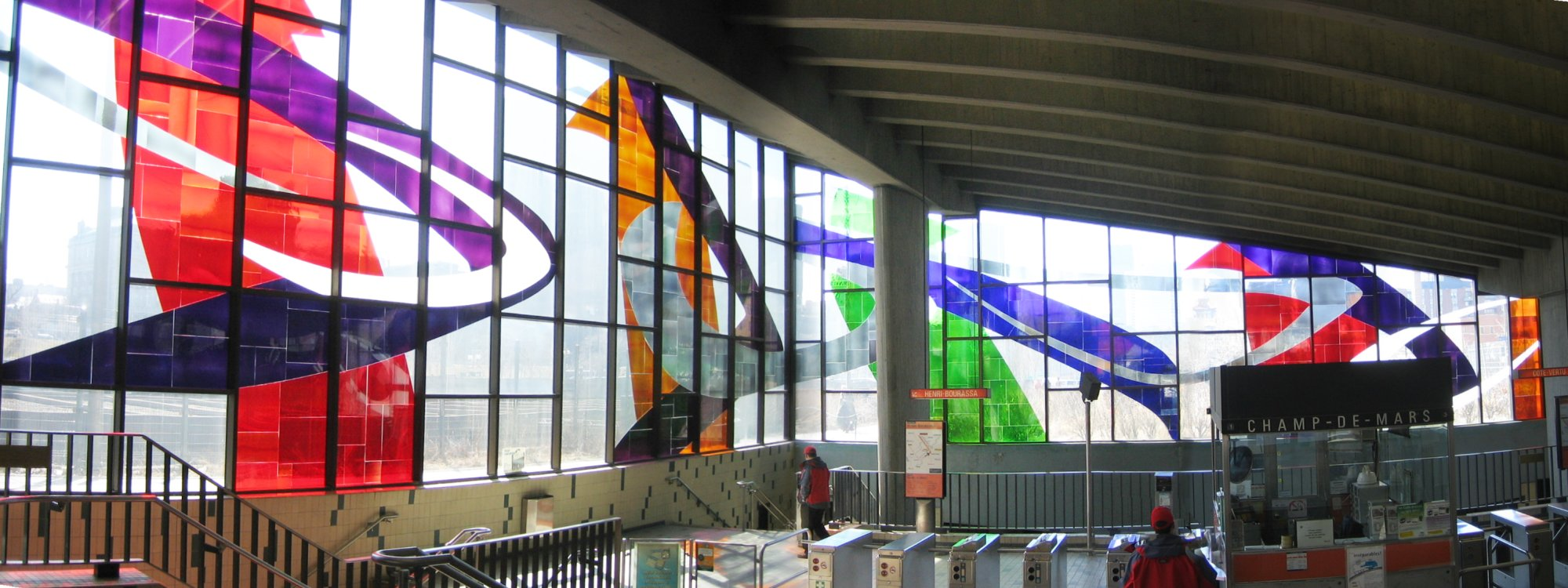
Verrière à la station Champ-de-Mars.

Le métro de Montréal est reconnu pour son architecture et son art public. À l'origine, chaque station, conçue par un architecte différent, devait être d'un style particulier. Certaines stations sont près de la surface et d'autres très en profondeur, ce qui donne des quais, des entrées et des couloirs d'accès ayant des volumes variés. Plusieurs de ces stations sont des exemples importants d'architecture moderniste, et plusieurs choix architecturaux, généralisés à l'ensemble du réseau, sont fortement inspirés du style international.

De plus, Montréal fut, avec Stockholm, une ville pionnière dans l'exposition d'art public dans le métro parmi les pays du bloc de l'Ouest. Dans une cinquantaine de stations figurent 105 œuvres publiques permanentes, dont des sculptures, des vitraux et des peintures murales, réalisées par des artistes de renom, dont un certain nombre de signataires du Refus global. Les œuvres n’étaient pas nécessairement prévues dès la conception des stations lors de l'ouverture du métro en 1966, mais généralement intégrées plus tard, car on comptait sur la générosité de compagnies pour les obtenir. Lors du prolongement du métro, entre 1973 et 1986, le soin d’intégrer les œuvres aux structures a été laissé aux architectes dès l’étape de la conception des stations.

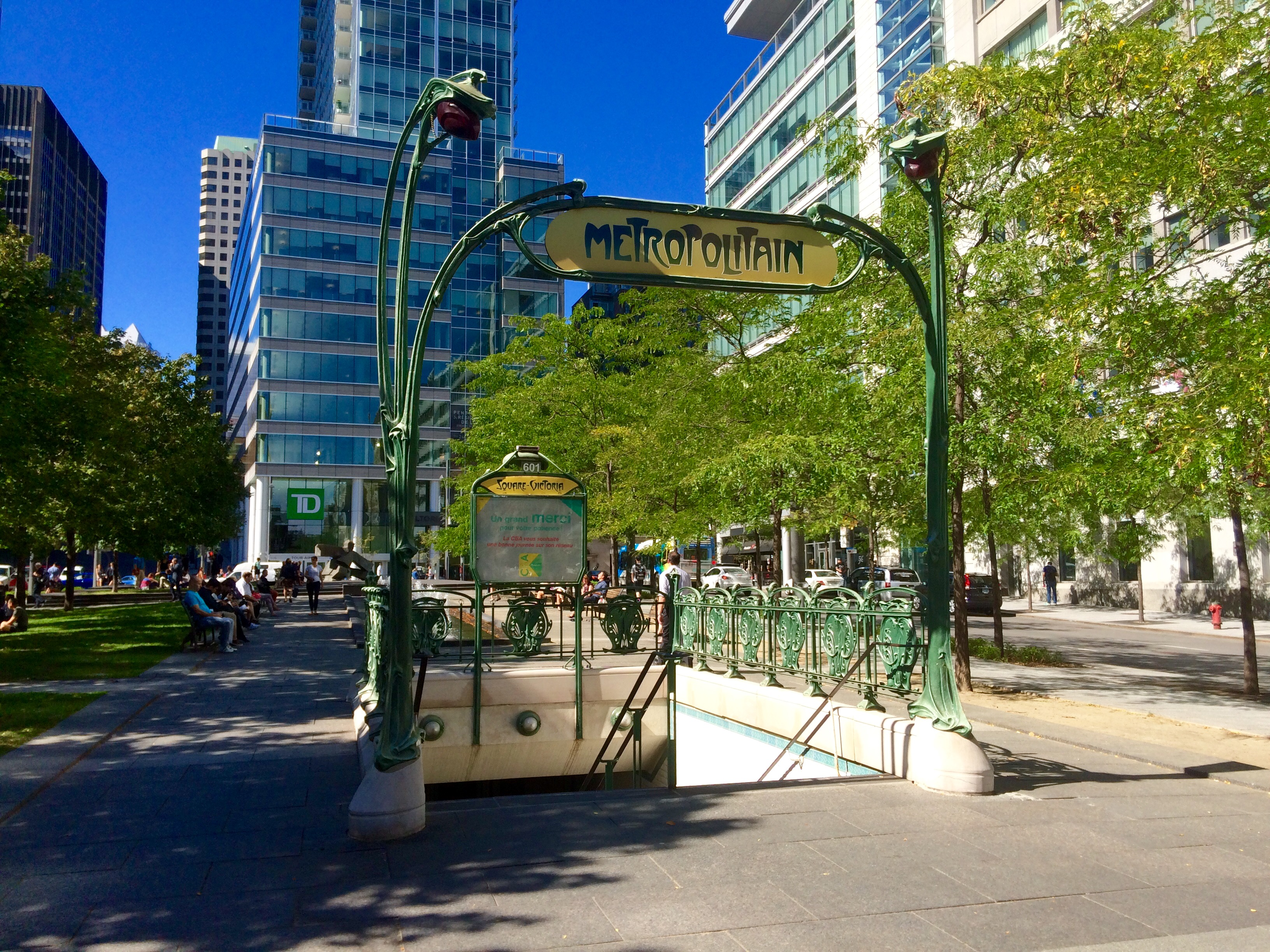
Une des entrées de la station Square-Victoria–OACI avec l'édicule Guimard.

L’une des toutes premières œuvres à avoir été installée dans le métro était un don de la société Steinberg. Il s’agit de la verrière de la station Place-des-Arts, créée par Frédéric Back. Elle a été inaugurée en 1967, plus d’un an après l’ouverture du métro. Le gouvernement du Québec (Champ-de-Mars), la Société Saint-Jean-Baptiste (Sherbrooke), les Caisses populaires Desjardins (Crémazie et Berri-UQAM), la Société des artisans (Papineau) et Macdonald Tobacco (McGill) comptent aussi parmi les premiers mécènes. Robert LaPalme, peintre et caricaturiste, assurait la direction artistique initiale et préconisait des thèmes figuratifs sur l'histoire du Québec et de Montréal. Sa direction n'a pas toujours été suivie ; Marcelle Ferron a réussi, par exemple, à imposer sa verrière totalement abstraite à la station Champ-de-Mars en 1968. Avec le prolongement du réseau, cette direction a été abandonnée. Depuis, le nombre d’œuvres continue d'augmenter année après année. En 2013, s'inspirant de l’œuvre de Ferron, l'organisme MU, qui produit des murales à travers la ville, a revitalisé le tunnel d’accès à la station en peignant les interstices dans ses murs,.
Les œuvres d'art sont en général à l'intérieur, l'une des entrées de la station Square-Victoria–OACI faisant exception. S'y trouve la seule entrée ouverte aux éléments de style parisien. Il s'agit d'un des célèbres entourages Guimard. Celui-ci est un original, contrairement à ceux donnés à d'autres villes, cadeau de Paris en 1966 pour l'ouverture du métro de Montréal. Il avait été installé originellement sans la pancarte « Métropolitain », car l'escalier était trop large. Lors de rénovations du square au début des années 2000, l'entrée a été complètement refaite avec minutie, y compris le carrelage, fourni par la RATP,. Les autres œuvres d'art situées à l'extérieur d'une station sont celles de Cartier, De la Concorde, Jean-Drapeau, Mont-Royal et Papineau.

## Matériel roulant
Le système de trains sur pneumatiques est développé dans les années 1930 par la firme Michelin. Dans les années 1950, le métro de Paris en adopte une variante. Le métro de Montréal utilise ce même système.

### Conception des rames

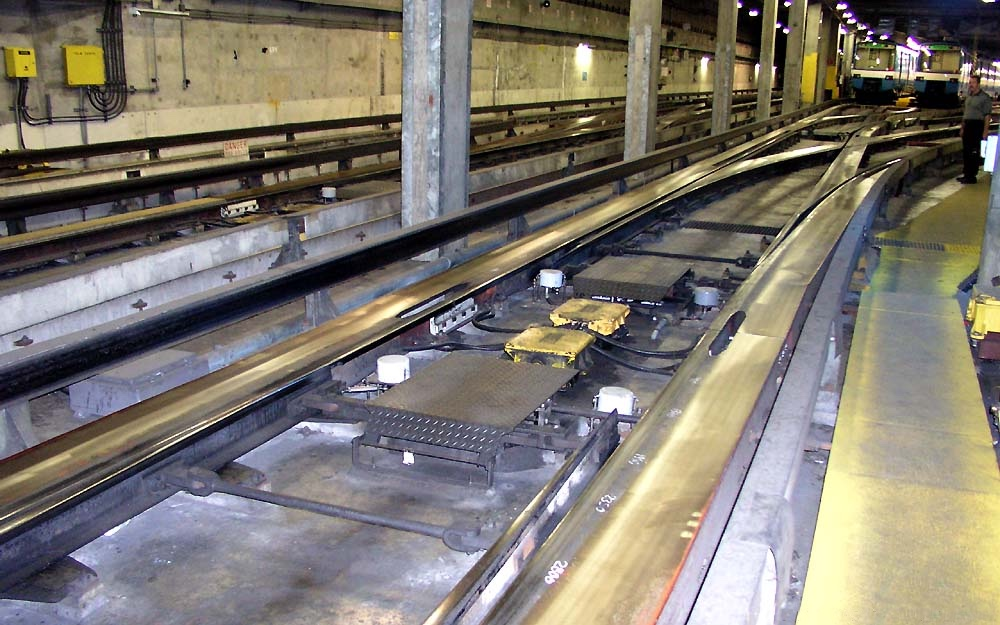
Les aiguillages utilisent des pointes conventionnelles. Les pneus supportent la rame au passage des pointes. La présence d’au moins une barre de guidage assure la continuité de l’alimentation électrique.

Les rames sont composées d'éléments de trois voitures : deux motrices de part et d'autre d'une remorque (M-R-M). Chaque voiture est large de 2,51 mètres, ce qui est étroit pour un métro nord-américain (New York et Washington, DC : 3,05 mètres). Les rames comprennent, selon le nombre d'éléments, trois, six ou neuf voitures. La longueur maximale d'une rame est de 152,4 mètres pour neuf voitures. Les voitures motrices possèdent quatre moteurs électriques, deux par bogies, couplés à des réducteurs et différentiels, et fonctionnent en courant continu à une tension de 750 volts.

#### Rails et pneus

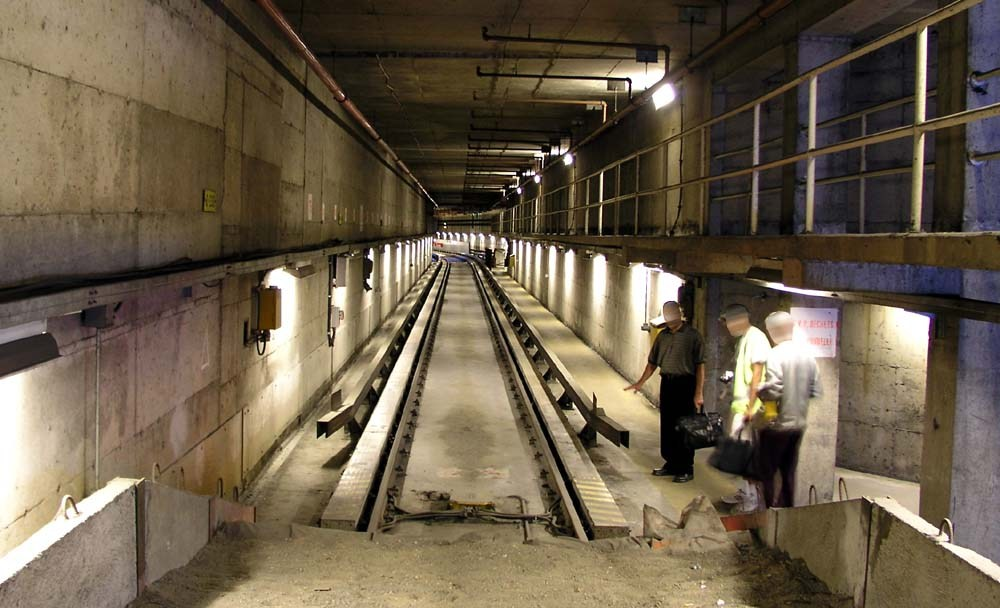
Vue depuis un heurtoir d’une voie sur pneu en coupe. On voit les barres de guidage et d’alimentation, les pistes de roulement et la voie normale, au milieu.

Les voies du métro de Montréal comportent trois éléments qui permettent le roulement, le guidage et l'alimentation électrique des rames. Sur le radier, de chaque côté de deux rails classiques d'écartement normal, se trouve une piste de roulement pour les pneus, coulé en sections de béton armé de 5,5 mètres de longueur pour 25,4 centimètres de largeur,. À côté des pistes de roulement s’élèvent des barres horizontales de guidage et d'alimentation en acier soutenues par des isolateurs en polyester.
Chaque voiture possède deux bogies, chacun est formé de quatre pneus de support, quatre pneus de guidage et quatre roues de sécurité en acier. Les pneus porteurs assurent la traction et le support de la charge alors que les roues en acier, parallèles sur le bogie, servent à l'aiguillage et de roues de secours en cas de crevaison. Les roues d'acier ne touchant pas les rails en temps normal, sauf aux postes d'aiguillages, le guidage se fait par les pneus horizontaux, plus petits, qui s'appuient sur les guides verticaux.
Les pneus des rames, fournis par Michelin et Bridgestone, sont gonflés à l'azote, un gaz neutre insensible au feu dont le volume varie moins que l'air en cas d'échauffement intense. Les pneus neufs sont inspectés avant qu'ils ne soient installés, puis tous les 9 000 kilomètres, sachant qu'une voiture parcourt entre 94 000 et 111 000 kilomètres par année (en 2013). Ils commencent leurs vies utiles sur les voitures motrices et, après 200 000 kilomètres, sont transférés sur les voitures remorques où ils sont soumis à des efforts de traction et de freinage moins importants. Finalement les pneus porteurs sont remplacés après 325 000 kilomètres, les pneus de guidage après 530 000 kilomètres.

#### Alimentation électrique
Le réseau de métro consomme 315 millions de kWh par année, dont environ 65 % servent à la propulsion des rames,. L’électricité est fournie par Hydro-Québec à sept postes de districts, avec une tension de 12,5 kilovolts (Providence, Legendre, Dickson et Lionel-Groulx) ou 25 kV (Snowdon, Saint-Michel et Montmorency),. Les postes de districts alimentent à leur tour 63 postes de redressement situés le long des lignes à intervalles réguliers qui transforment et redressent le courant alternatif triphasé haute tension en courant continu moyenne tension (750 volts) utilisable par les rames. Le courant redressé est acheminé aux barres de guidage (pôle positif) et aux rails (pôle négatif) pour être capté par les voitures motrices au moyen de frotteurs en carbone glissant sur eux. Les rails ne sont pas mis à la terre pour éviter les courants vagabonds qui peuvent corroder les structures métalliques, ils sont donc à considérer avec autant de précautions que les barres de guidage.

#### Ventilation

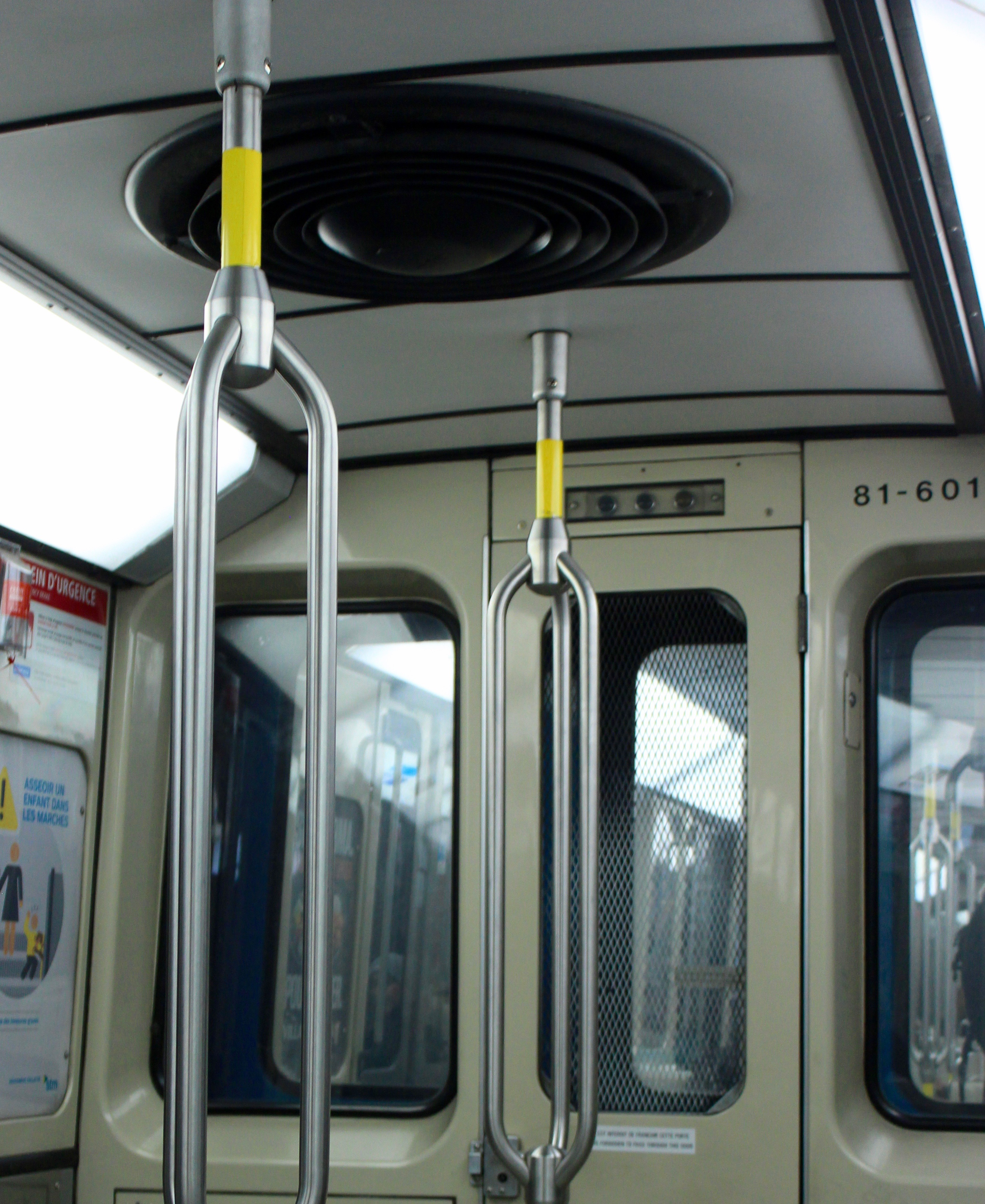
Les ventilateurs de plafond et les grillages à la place des fenêtres furent ajoutés aux voitures MR-63 pour lutter contre la chaleur.

Les voitures de métro sont dépourvues de chauffage car, entièrement souterrain, le réseau est isolé de l’extérieur. Les rames, par leurs accélérations et freinages, génèrent près de 80 % de la chaleur du réseau du métro, le reste étant produit par les usagers. Cette chaleur est un avantage l'hiver, mais peut s’avérer handicapante l’été. C'est pourquoi les voitures sont aussi dépourvues de systèmes d'air climatisé, hormis la loge des opérateurs, car ils contribueraient à augmenter la chaleur dans les stations et les tunnels. La régulation de la température ambiante des rames est réalisée par des systèmes allant de simples ventilateurs (MR-63), en passant par des ventilateurs à vitesse variable (MR-73), à une ventilation s'ajustant selon la charge de chaque voiture (MPM-10).
Pour les stations et tunnels, d'importantes installations sont mises à contribution. La ventilation y est assurée par des bouches d'aérations au niveau des stations et par 88 postes de ventilation mécaniques situés entre les stations. Dans ces postes reliés à la surface, les ventilateurs fonctionnent normalement en extraction, mais peuvent aussi agir en insufflation en cas d'incendie pour contrôler le mouvement des fumées et dégager une route d’évacuation.

#### «Dou-dou-dou»
Sur les rames MR-73 (depuis 2010) et MPM-10, un signal – devenu une sorte d'identité sonore du métro – indique la fermeture des portes. Ce signal est inspiré du son entendu au démarrage de certaines rames. Les rames MR-73 et quelques MR-63 utilisent un démarreur à hacheur de courant, qui produit trois notes (fa dièse, si, fa dièse) familières aux oreilles des Montréalais. Le hacheur module le courant en cinq étapes successives pour éviter une surcharge des installations électriques pendant l'accélération, mais seulement les trois dernières pulsations sont audibles, les autres étant trop faibles pour être perçues par la plupart des passagers. Coïncidence, ces pulsations produisent les trois premières notes de la pièce musicale Fanfare for the Common Man par Aaron Copland, l'un des thèmes musicaux de l'exposition universelle de 1967[réf. nécessaire].

#### Freins à l'huile d'arachide
Le freinage est principalement assuré par des freins dynamiques jusqu’à ce que la rame ait atteint environ 10 km/h. Ce type de freinage utilise les moteurs comme générateurs pour réduire la vitesse des rames. Le courant qu'ils produisent est réinjecté dans le réseau de distribution électrique (rames MR-73 et MPM-10) ou dissipé sous forme de chaleur (rames MR-63). Pour amener la rame à l’arrêt complet, des freins pneumatiques pressent, contre chaque roue d'acier, deux sabots de merisier imbibés d'huile d'arachide comme dissipateur de friction,. Un freinage brutal cause la cuisson de cette huile, ce qui donne une odeur caractéristique de maïs soufflé brûlé aux entrées du métro.

#### Conduite semi-automatique

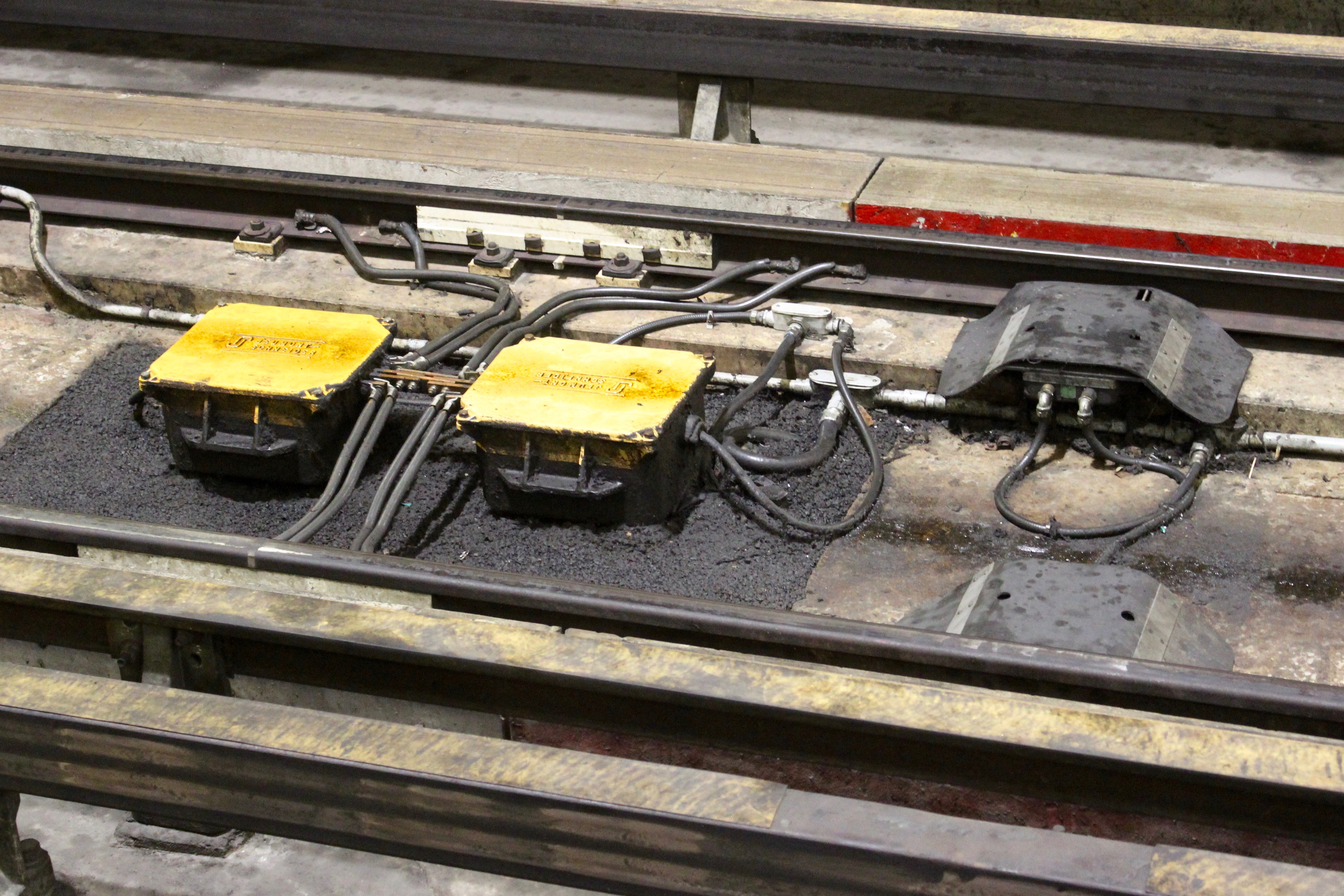
Les signaux électriques alternatifs de consignes sont circonscrits à leurs cantons par des isolants (barre blanche) et des connexions inductives (boites jaunes) qui les bloquent tout en laissant passer le courant continu de traction dans les rails. À droite un interrupteur détecteur de crevaisons.

Pour assurer une fréquence de service élevée et limiter les erreurs humaines, un système de pilotage automatique des trains de niveau 2 a été implanté sur la ligne 1 en 1977, les lignes 2 et 4 en 1980 et la ligne 5 en 1986 par la société Jeumont Schneider,,. Avec ce système, le rôle de l’opérateur, outre la vigilance, est restreint à la fermeture des portes et au démarrage du mode automatique. L'ordinateur de bord prend en charge l'accélération jusqu’à une vitesse donnée, le freinage, l’arrêt précis par rapport au quai et l'ouverture des portes de la rame. La conduite manuelle, ou marche à vue, reste possible, mais à une vitesse limitée à 40 km/h. L'autorisation de départ et la consigne de vitesse sont transmises aux rames depuis le PCC par un signal électrique alternatif circulant dans les rails. Ce signal est propre à chaque tronçon de voies entre les stations, appelés « cantons ». Le poste de conduite des rames dispose de la signalisation en cabine qui affiche à l'opérateur la consigne de vitesse en temps réel.

#### Arrêt automatique
En ce qui concerne le freinage et l’arrêt précis, des balises sur le radier des voies permettent au pilote automatique de déterminer la vitesse réelle de la rame et de freiner en conséquence. Une balise d'initialisation émet un signal, capté par la voiture de tête, qui déclenche le programme d’arrêt. Une seconde balise à mi-parcours sert de contrôle. Finalement, une troisième balise assure l’arrêt précis. Le signal commandant l'ouverture automatique des portes, émis par des balises du côté du quai, s’exécute quand la rame a une vitesse inférieure à 5 km/h et qu'elle est entièrement dans le canton de la station.
Par exemple, pour une rame de longueur maximale, la première balise d’arrêt est placée en tunnel, 152 mètres avant l’entrée de la station (soit la longueur du quai). À la réception de son signal, un odomètre compte les tours de roue jusqu’à la dernière balise à l’entrée de la station. À ce moment, l’odomètre compte à rebours et applique le freinage (dynamique puis pneumatique) pour que la rame soit immobilisée dès que l’odomètre arrive à zéro. De cette façon, le système de pilotage automatique est systématiquement recalibré à chaque arrêt en tenant compte de la variation de diamètre des pneus selon les variations de charge d'une station à l’autre, assurant ainsi une précision du positionnement de la rame de ± 5 centimètres à l’arrêt.

### Rames en circulation
En 2018, deux types de rames sont en opération : 
- les MR-73, construites par Bombardier[17], aux bancs bleus (orange avant rénovation), initialement utilisées sur les lignes verte bleue et jaune en remplacement des MR-63 retirées. Les véhicules MR-73 furent rénovés en 2006[135] ;
- les MPM-10, les plus récentes à entrer en service, construites par Bombardier-Alstom et nommées Azur depuis 2012 à la suite d'une consultation publique[136]. Conçues pour remplacer les MR-63, elles sont de type boa afin d'augmenter leur capacité et intègrent les dernières technologies en matière de métro sur pneumatiques[121].

Le dernier train MR-63 (version du MP 59 parisien construite par Canadian Vickers et livrée de 1965 à 1967) fut retiré le 21 juin 2018. À démarrage rhéostatique, les MR-63 étaient reconnaissables à leurs bancs blancs et utilisées uniquement sur les lignes verte et jaune. Sur les 369 voitures livrées, 33 furent détruites par deux accidents; les autres furent rénovées complètement entre 1991 et 1993, la disposition des sièges fut modifiée dans les années 2000, et 313 ont été envoyées au recyclage depuis l'introduction des MPM-10.
| Matériel      | Livraison | Constructeur      | Nombre de voitures | Nombre de rames | Nombre de voiture par rame | Commentaires | Lignes | Illustration |
| ------------- | --------- | ----------------- | ------------------ | --------------- | -------------------------- | --- | ------ | ------------ |
| MR-73         | 1976-1980 | Bombardier        | 360                | 141             | 3                          | Installation d'afficheurs électroniques d'information en 1992 Rénovées complètement entre 2005 et 2008 63 voitures retirées en 2021 |        |              |
| MPM-10 (Azur) | 2015-2021 | Alstom Bombardier | 639                | 71              | 9                          | Mise en service de février 2016 à décembre 2021,                                                                                    |        |              |

### Remplacement du matériel roulant
En 2001, le matériel roulant devenant vieux (certaines voitures atteignant 35 ans), la Société de transport de Montréal (STM) décide de son remplacement. De nouvelles voitures doivent se substituer en premier lieu aux MR-63 au terme d'un processus d'appel d'offres mais, faute de financement, ce projet est suspendu jusqu'en 2005. L'annonce, par le gouvernement québécois le 11 mai 2006, que Bombardier Transport est le seul autorisé à discuter avec la STM, déclenche une série de rebondissements politiques et juridiques qui retarderont plusieurs fois la livraison des voitures de remplacement, prévue alors pour 2010.
Le 31 juillet 2008, après décision de la Cour supérieure du Québec en faveur de la société française Alstom, qui s'est dite lésée par la procédure du gouvernement, la STM lance un appel d'offres pour l’acquisition de 342 voitures avec une option d'achat pour 126 voitures supplémentaires,,. À l'automne 2008, un consortium formé par Bombardier et Alstom est retenu, mais sa demande de 1,8 milliard de dollars, alors que l'estimation initiale était de 1,2 milliard, déclenche huit mois d'intenses négociations. Pour diminuer le coût par rame, la STM décide de remplacer toutes ses voitures, incluant les MR-73, et la commande passe à 765 voitures avec une option pour 288 additionnelles. La commande ayant plus que doublé, la loi oblige la STM à lancer un avis international pour inciter des concurrents à se manifester,.

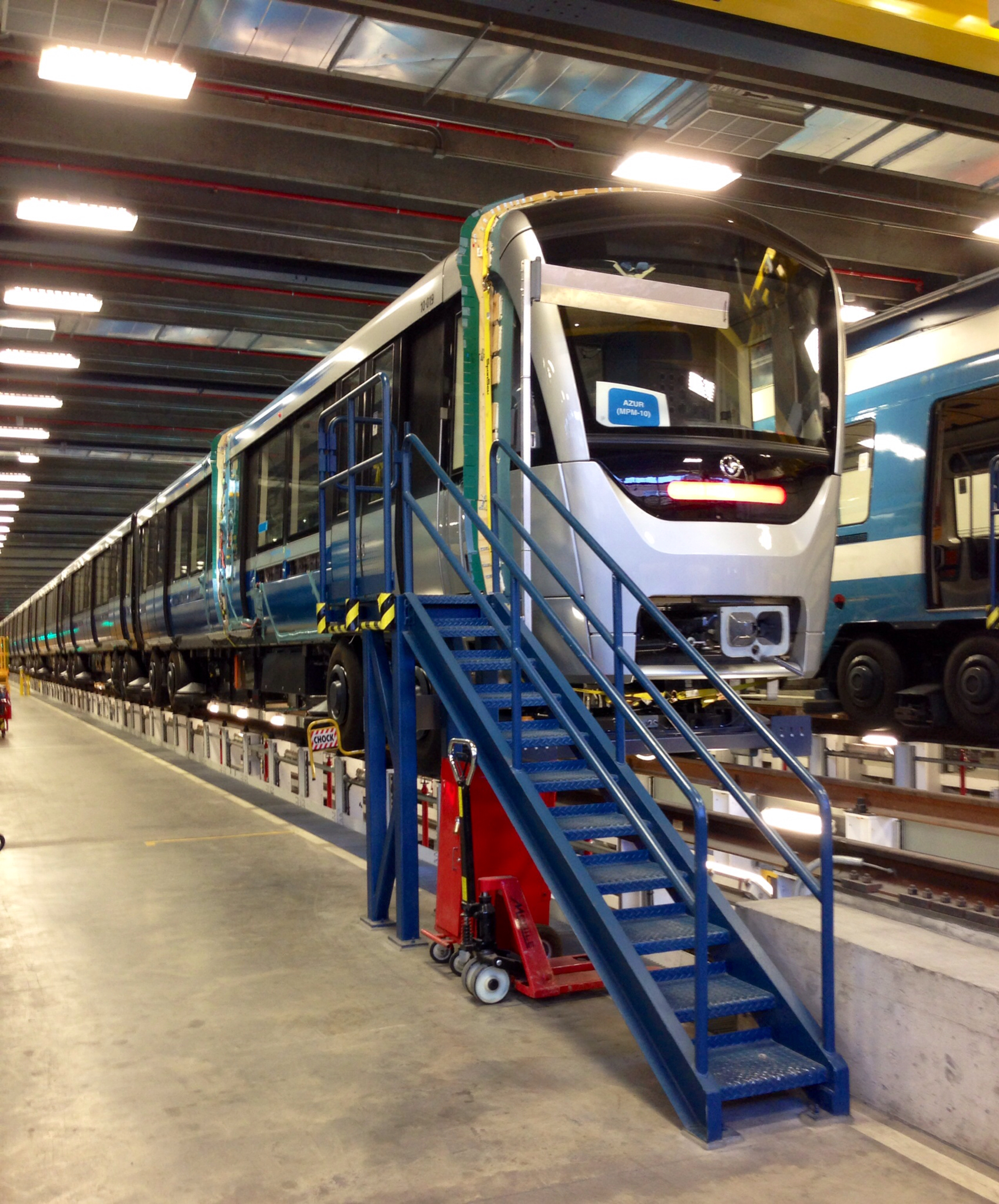
La première rame MPM-10 Azur en phase d'essai.

Dans un nouveau rebondissement en janvier 2010, répondant à l'avis international, de nouvelles soumissions sont faites par la compagnie chinoise Zhuzhou Electric Locomotive et l'espagnole (CAF). Le 13 juillet 2010, la STM rejette la candidature chinoise, qui proposait des voitures à roues d'acier, mais permet à CAF de soumissionner et décide donc de lancer un nouvel appel d'offres international à l’automne pour le remplacement de son matériel roulant (1 053 voitures).
Le gouvernement du Québec décide d’abord de ne pas intervenir dans ce nouvel appel d'offres qui pourrait signifier des délais supplémentaires, alors que la livraison des premières voitures est déjà repoussée à 2012. Pourtant, le 5 octobre 2010, alors même que la STM s'apprête à aller en appel d'offres et que le consortium Bombardier-Altsom se prépare à demander l’annulation de cette décision en Cour supérieure du Québec, le premier ministre Jean Charest, invoquant l'urgence du remplacement, annonce le dépôt d'un projet de loi entérinant l'acquisition des nouvelles voitures de Bombardier-Alstom, avec des articles empêchant les concurrents d'aller en cour pour l'invalider. Le gouvernement québécois négocie alors un prix à la baisse de près de 1 million de dollars par voiture avec le consortium malgré une réduction de la commande. Le coût total s'élève à 1,41 milliard de dollars pour 468 voitures (2016).
Le nouveau modèle portera donc le nom de MPM-10 pour « Matériel pneumatique de Montréal acquis en 2010 »,. La première rame est dévoilée en 2012 et le prototype est livré en avril 2014 pour la phase de tests. En janvier 2015, la production des rames est suspendue six mois à cause d'un problème de logiciel. Finalement après six autres mois de tests, la mise en service officielle des voitures Azur pour le service passager a lieu le dimanche 7 février 2016 durant la matinée, sur la ligne orange. En juin 2019, la STM annonce la réception complète des trains Azur prévus au contrat de 2010. En novembre 2018, le consortium Bombardier-Alstom signe un avenant au contrat de 2018 pour la construction de 17 rames de neuf voiture supplémentaires.
| Matériel | Livraison | Constructeur     | Nombre de voitures | Nombre de rames | Nombre de voiture par rame | Commentaires | Lignes | Illustration |
| -------- | --------- | ---------------- | ------------------ | --------------- | -------------------------- | ------------ | ------ | ------------ |
| MR-63    | 1966      | Canadian Vickers | 369                | 123             | 3                          |              |        |              |

### Exploitation des rames

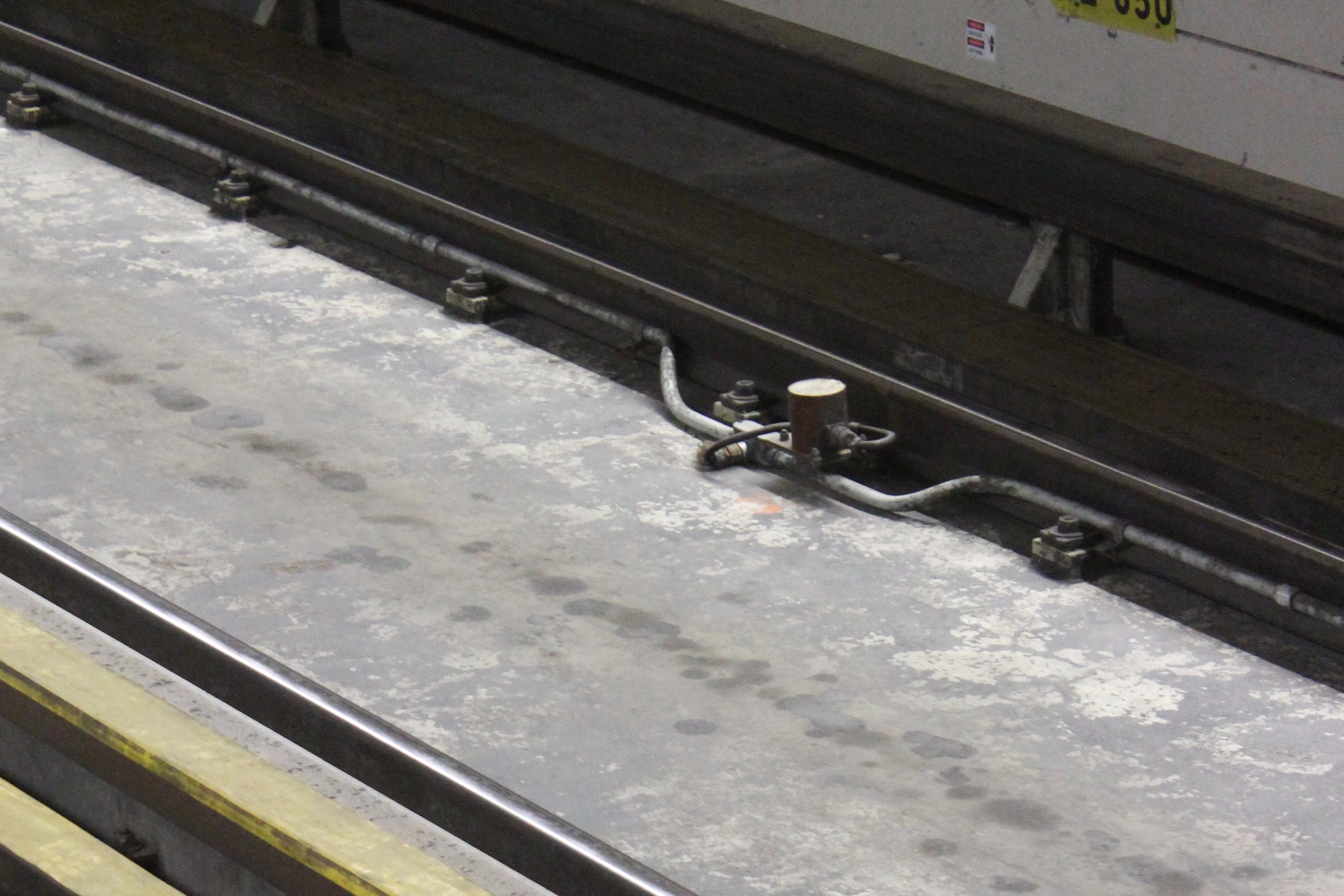
Une des balises de freinage automatique en station.

Le système a été conçu pour être exploité avec des rames de longueur variable au cours de la journée, les attelages automatiques Scharfenberg permettant de relier ou de détacher rapidement plusieurs voitures. Cette fonctionnalité a été utilisée sur la ligne bleue jusqu'en 2006, avec des rames de 6 voitures aux heures de pointe et de 3 voitures le reste du temps. Cette capacité est employée sur la ligne jaune et lors de quelques périodes expérimentales pour le reste. La position d’arrêt d'une rame par rapport aux quais est différente selon sa longueur. Le système de commande active automatiquement les jeux de balises d’arrêt appropriés suivant la longueur de la rame mesurée par un compteur d'essieux placé juste avant le terminus de départ.
En 2017, les lignes verte et orange, les plus achalandées, sont exploitées au moyen de rames de longueur maximale (3 éléments M-R-M ou 9 voitures). La ligne bleue, moins achalandée, est exploitée toute la journée avec des rames de 2 éléments (6 voitures).

#### Régulation du trafic

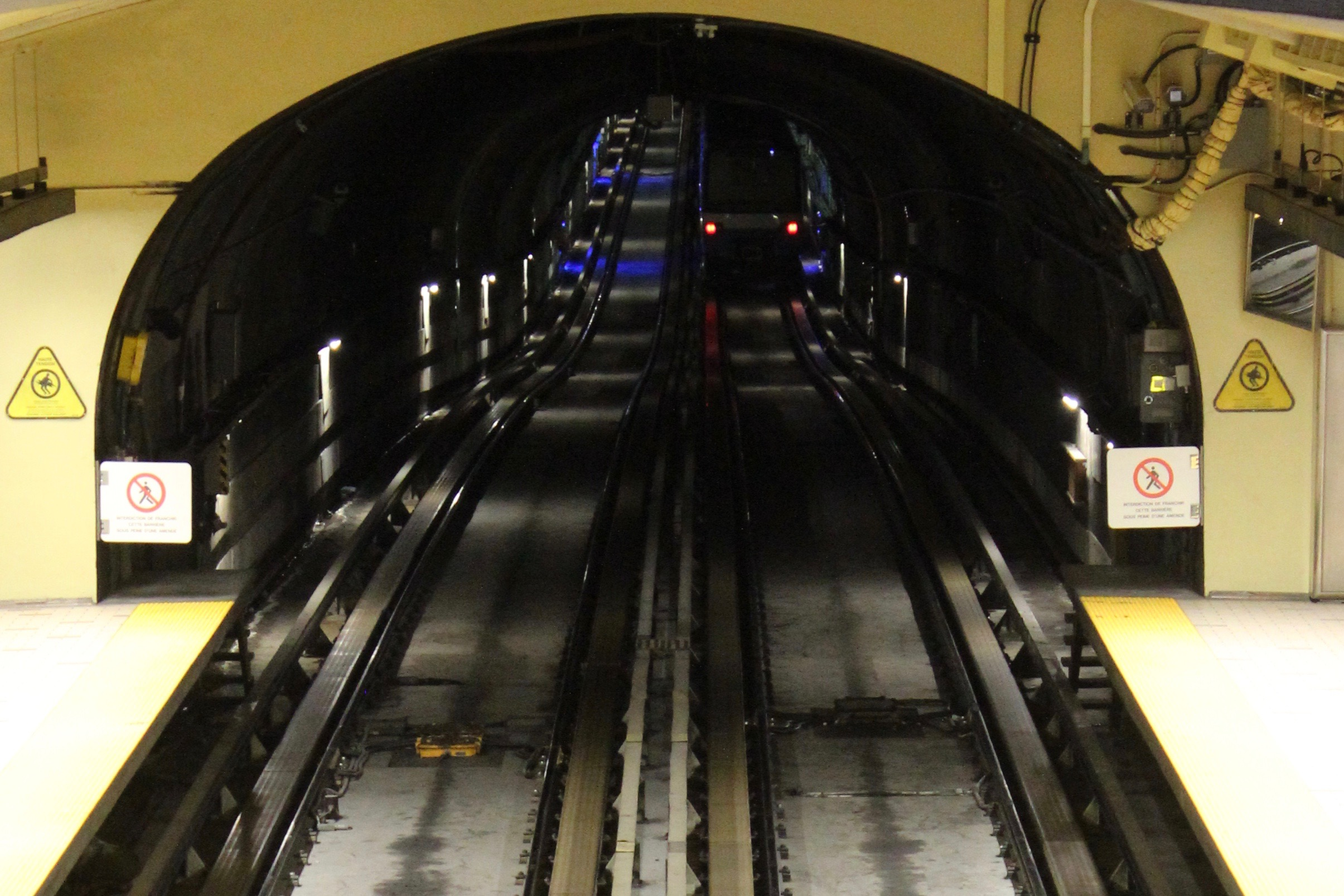
Une rame quitte la station Beaudry direction Papineau. La pente des voies peut atteindre 6,5 %. Le signal de départ est allumé à la droite de l’entrée du tunnel ; plus à droite se trouve le miroir de contrôle des portes.

L'indicateur du Départ sur ordre (DSO), identique à celui du métro de Paris.

La régulation du trafic sur les voies est gérée par un système informatique qui fournit les consignes de vitesse aux pilotes automatiques des rames. Lorsqu'une rame sort d'un garage ou d'une arrière-gare et entre sur le réseau pour exploitation, le moment précis où elle atteindra les différentes stations de la ligne est planifié. Si, au départ d'une station, la rame est en retard ou en avance sur son horaire prévu, le système de conduite automatique augmente ou diminue respectivement ses consignes de vitesse. De plus, la durée pendant laquelle les moteurs de la rame seront en roue libre juste avant le freinage, ou « marche sur l'erre », est ajustée en conséquence (1, 3 ou 5 secondes) par des balises.
Afin de maintenir l'intervalle de temps prévu entre les rames à une même station, l'ordinateur central ajuste aussi les paramètres de circulation des rames en amont et en aval d'un train perturbateur. La position d'une rame sur la ligne est connue par un circuit de voie mesurant la résistance électrique entre les deux rails pour chaque section de voie, ou canton. Cette information est relayée en temps réel au poste de commande du métro. Pour des raisons de sécurité, un train ne peut pas quitter le canton de sa station tant que le canton inter-station suivant n'est pas libre, ce qui explique pourquoi des rames attendent certaines fois à quais plus longtemps que d’autres. De même, la consigne de vitesse sur les deux cantons suivant immédiatement celui occupé par une rame en mouvement est respectivement de 0 et 40 km/h.
Des feux permissifs placés en sortie de quai informent le conducteur de l'état de l'inter-station qui se trouve devant lui. Un carré vert plein indique un signal de restriction, le départ n'est pas autorisé. Un carré vert vide indique que le départ est autorisé. En cas d'incident (canton défectueux, coupure de courant, par exemple) trois feux de départ sur ordre, disposés en triangle, se mettent à clignoter pour signaler une anomalie et retenir les rames en station.
Une signalisation ferroviaire lumineuse est implantée pour protéger les appareils de voie, : un feu vert autorise le passage, le rouge impose l'arrêt et un tableau indicateur permet de donner une indication complémentaire ; le panneau placé sous le feu (12B, 22B, etc.) est son numéro d'identification. En outre, un double feu rouge clignotant permanent est placé à la fin d'une voie.

#### Surveillance des pneus
Lorsqu'une rame arrive en bout de ligne, elle passe par une zone test située en amont de la station terminus. Cette portion de voie particulière est équipée de systèmes contrôlant la pression des pneus porteurs et de guidage ainsi que le bon fonctionnement des frotteurs négatifs. La surveillance de l’état de gonflement des pneus est essentielle car, sous-gonflés, ils se dégradent plus vite. En station, des capteurs supplémentaires sont positionnés pour détecter un pneu porteur dégonflé ou crevé pendant l'exploitation. Si un pneu est dégonflé, sa roue de sécurité s'affaisse avec lui et vient toucher une pédale située au bord des rails. Les différents défauts détectés sont transmis au poste de commande.
Les informations sur le réseau sont concentrées et gérées au poste de commande centralisé du métro de Montréal. En plus de la circulation des rames, le centre assure le contrôle de multiples systèmes (ventilation, détection incendie...), les communications-radio, l’information aux voyageurs et la supervision des signalements et interventions. Un nouveau centre de commande de type Iconis d'Alstom, dont l'emplacement est gardé secret pour des raisons de sécurité, a été inauguré en février 2012. Le PCC précédent, dont l’équipement datait des années 1980, était situé à l’étage supérieur du poste de distribution Providence, 2033 rue Berri près de la station Sherbrooke.

### Entretien des rames

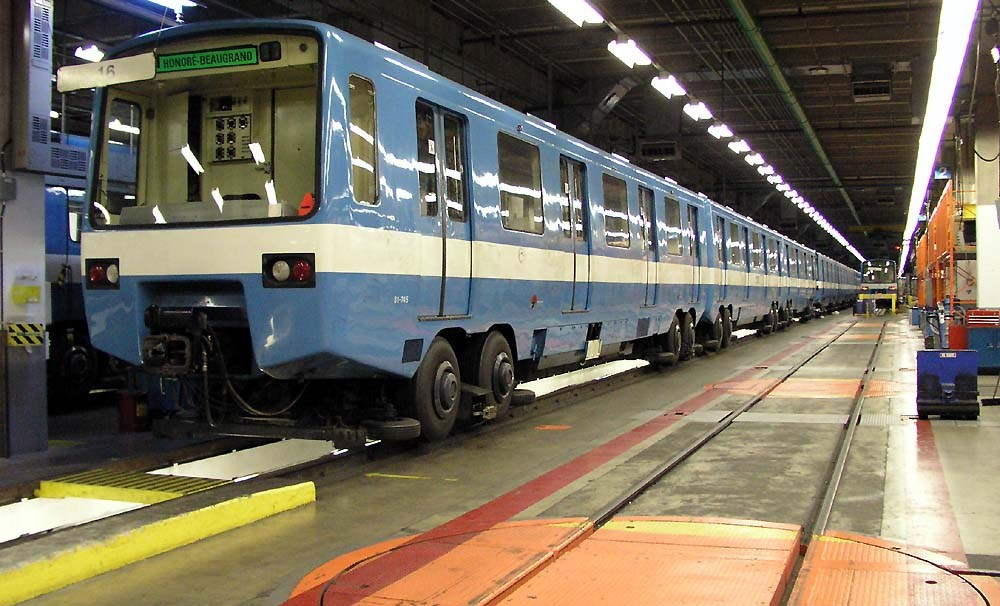
Une rame MR-63 au garage Beaugrand. Au premier plan figure la plaque tournante pour changer les bogies.

En 2016, soit 50 ans après leur entrée en service, chacune des voitures originales MR-63 avait parcouru environ quatre millions de kilomètres, mais fonctionne toujours très bien grâce à un programme d'entretien rigoureux. La compagnie Vickers Canada, qui les a construites, n'existe plus et les pièces de rechange sont usinées par le personnel d'entretien de la STM ou par des sous-traitants québécois. Par exemple, les pare-brise sont réalisés par une compagnie de la région de la Beauce. Les MR-73, quant à elles, avaient parcouru plus de deux millions de kilomètres en 2003 et suivent le même programme qui devrait leur permettre de rouler jusqu'en 2036.

### Zones Tarifaires
Le métro de Montréal traverse les Zones A et B. Cependant, si vous vouliez continuer par autre moyens de transports, Il y a plusieurs zones à découvrir :
-Zone A : Île de Montréal et Ville de Montréal (Ex. Montréal, Dorval, Île Bizard etc.)
-Zone B : Ville de Laval et Agglomération de Longueuil (Ex. Longueuil, Brossard, Boucherville etc.)
-Zone C : Rive Nord et Rive Sud (Ex. Deux Montagnes, Varennes, Blainville etc.)
-Zone D Territoire Hors de l'ARTM.

#### Garages

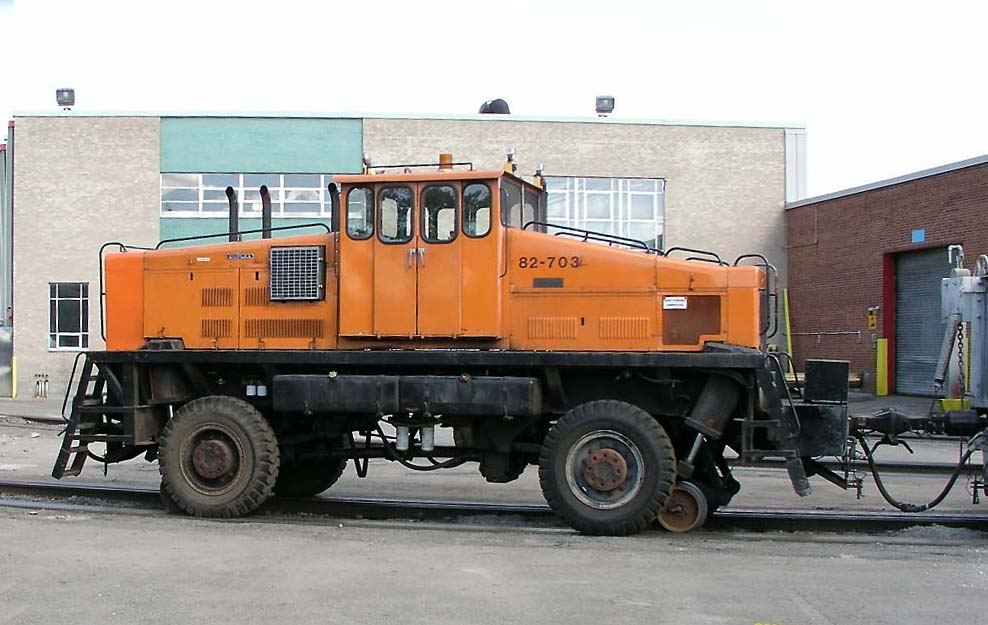
Les trains de travaux lourds sont tirés par des gros tracteurs tels que ce vieux « Duplex » (1966). La traction s’effectue par les pneumatiques tandis que le guidage est assuré par les roues à boudin escamotables. Il peut circuler sur la route.

Le matériel roulant est stationné hors pointe dans quatre garages : Beaugrand, Angrignon, Saint-Charles et Montmorency. Un cinquième, Côte-Vertu, est en réalisation. À l’exception du garage Angrignon, ils sont tous souterrains. Ensemble, ils permettent de stationner jusqu’à 39 rames de trois éléments (neuf voitures) soit environ 46 % du parc. Les autres rames sont stationnées dans les arrière-gares des terminus et sont dans les ateliers pour leur entretien :
- le garage Beaugrand est situé à l’est du terminus Honoré-Beaugrand de la ligne 1, sous le parc Chénier-Beaugrand, et possède quatre longues voies pouvant chacune accueillir deux rames de trois éléments[172]. Un atelier y assure les petites révisions et l’entretien courant des rames MR-63[173] ;
- le garage Angrignon est situé à l'ouest du terminus Angrignon de la ligne 1, il comprend six longues voies de garage qui s'ajoutent aux deux voies de l’arrière-gare[174] qui s’étendent sur environ 500 mètres sous le parc Angrignon. Le garage est un bâtiment en surface le long du parc ;
- le garage Saint-Charles est situé au nord de la station Henri-Bourassa, sous le parc Gouin. Ce garage de huit longues voies est l’entrepôt principal de la ligne 2 avec vingt positions[175]. Il contient également, sous le parc Jeanne-Sauvé, un centre d’entraînement renfermant une voiture de métro incendiée en 1974 et deux voitures de l'ancien train de cueillette[95] utilisées pour former les pompiers aux interventions dans le métro ;
- le garage Montmorency est situé au sud de la station du même nom, sous le stationnement incitatif. Ce garage de trois voies courtes (une rame de trois éléments) stationne les rames nécessaires au réseau lavallois de la ligne 2[176]. Un atelier muni de deux fosses de visite y assure les petites révisions et l’entretien courant des rames. L’arrière-gare s’étend sur environ 300 mètres après la station, jusqu’à l’extrémité ouest de la rue Jacques-Tetreault.
- le garage Côte-Vertu est un projet de la STM en cours de réalisation sur le boulevard Marcel-Laurin, au bout du boulevard Thimens, sous deux terrains vacants qui appartenaient à l'entreprise Pfizer[177]. Le garage est conçu pour accueillir les rames MPM-10 supplémentaires sur la ligne 2 et assurer leur entretien courant[178]. Relié par un tunnel de raccordement de 600 mètres, il comprendra un atelier et deux longues voies pouvant chacune accueillir quatre rames de trois éléments pour un total de douze positions[175]. Deux autres voies de garage pourront être ajoutées par la suite dans le cadre d'un prolongement de la ligne[179].

#### Ateliers
L’entretien du matériel roulant est effectué dans quatre ateliers, deux petits situés aux garages Montmorency et Beaugrand et les deux principaux au plateau d’Youville. Un cinquième est en construction au garage Côte-Vertu.
- Plateau d’Youville : situé au coin des boulevards Crémazie et Saint-Laurent, le plateau d’Youville offre des ateliers de grande révision en surface pour les autobus et toutes les rames de métro, un atelier de petite révision pour l’entretien courant des rames MR-73 ainsi que l’atelier de la voie où sont pré-assemblés les éléments de voie préalablement à leur installation sur le réseau[180]. Le plateau est relié à la ligne 2 au niveau de la station Crémazie et à la ligne 5 entre les stations Parc et De Castelnau via un tunnel d'environ 3 kilomètres passant sous le parc Jarry[181].

#### Raccordements et arrière-gares

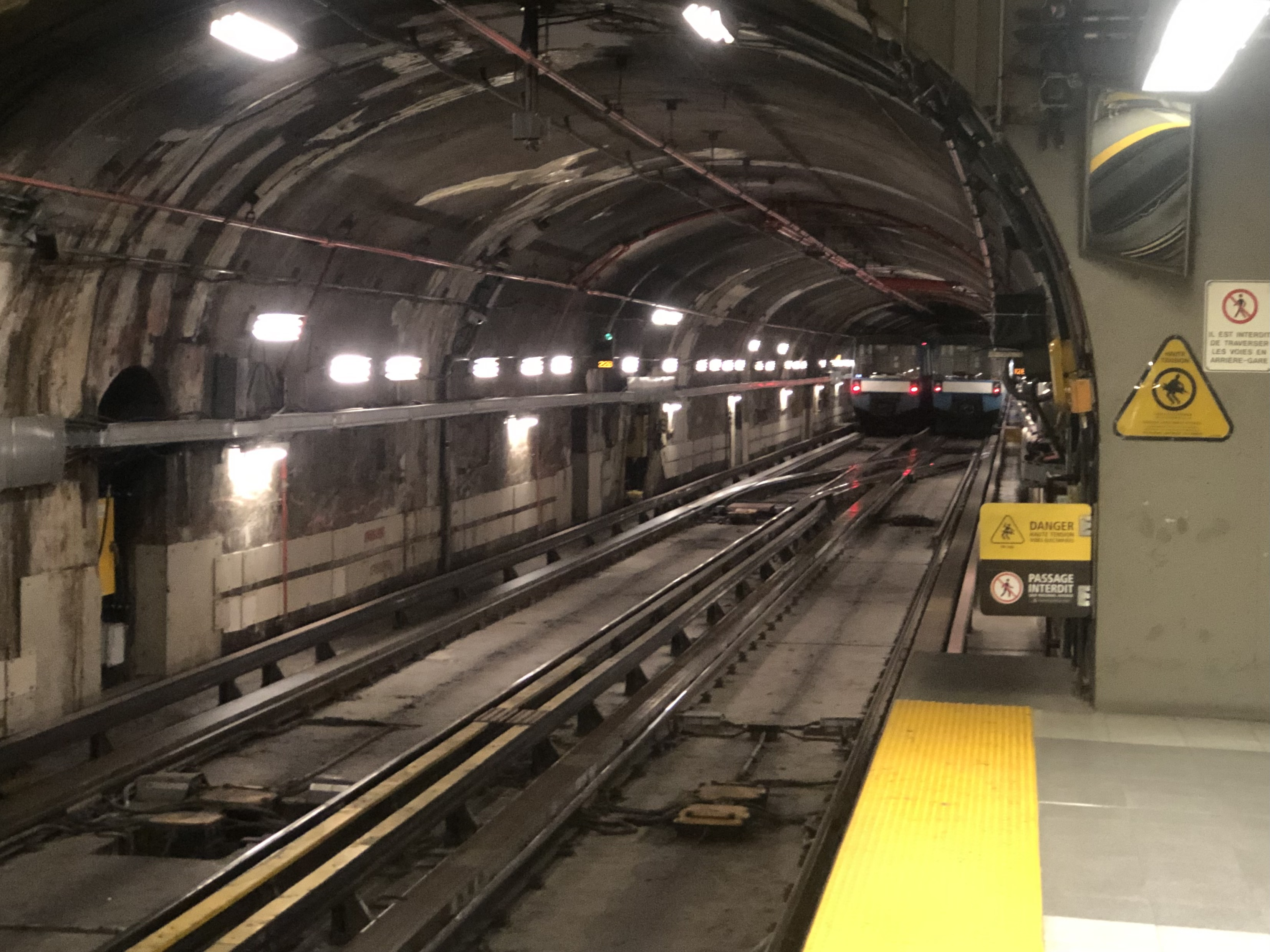
Deux rames MR-73 stationnées dans l’arrière-gare du terminus Berri-UQAM de la ligne 4.

En bout de ligne et au niveau des voies de raccordement entre les lignes sont stationnés rames et matériel d'entretien des voies :
- le centre d'attachement Duvernay : il s’agit d’un garage auxiliaire pour matériel roulant et d’une base d’entretien, accédant au réseau par le raccordement des lignes 1 et 2 à l’est et au sud de Lionel-Groulx. Le bâtiment d’accès est situé au coin des rues Duvernay et Vinet à Sainte-Cunégonde ;
- le centre d’attachement Viau : il s'agit d’un garage pour matériel roulant et d’une base d’entretien, accédant au réseau immédiatement à l’ouest de la station Viau. Le bâtiment d’accès est à même l’édicule de la station Viau ; le centre peut être aperçu depuis les rames circulant à l’ouest de la station Viau ;
- le centre d'attachement Nord-Ouest est un projet de la STM en cours de réalisation sur le boulevard Décarie. Il s'agit d’un garage pour matériel roulant et d’une base d’entretien, accédant au réseau au sud de la station Snowdon, où se croisent les lignes 2 et 5[182].
- le raccordement Berri-UQAM : une voie de raccordement entre les lignes 1 et 4 au sud de la station Berri-UQAM ;
- le raccordement et arrière-gare Snowdon : la voie de raccordement entre les lignes 2 et 5 au sud et à l’ouest de la station Snowdon sert de garage pour le matériel roulant d’entretien. Il n’y a pas de bâtiment en surface. L’arrière-gare Snowdon est un tunnel de 813 mètres sous le chemin Queen-Mary jusqu’à la hauteur de la rue Dufferin où se situe un accès d'urgence[183] ;
- l'arrière-gare Côte-Vertu : construite en même temps que la station Côte-Vertu, l’arrière-gare se situe dans le tunnel prolongé sur 900 mètres après le terminus jusqu’à l'intersection entre les rues Grenet et Deguire[27]. Cette longueur permet d'y stationner dix rames[175].

## Projets futurs
En avril 2000, le ministère des Transports du Québec définit un plan d'intervention prioritaire dans le cadre d'un plan de gestion des déplacements dans la région métropolitaine de Montréal dans lequel figurent deux extensions du métro : la ligne 5 vers Anjou (quatre nouvelles stations et quatre km) et la ligne 4 vers Longueuil (quatre nouvelles stations et 3,7 km). La décision pour une troisième extension, la ligne 2 vers Saint-Laurent, serait également à prendre.
Les plans de prolongements des différentes lignes sont remis de l'avant depuis l'ouverture des stations à Laval en 2007. Certains sont en construction[réf. nécessaire], d'autres sont approuvés, mais la plupart n'ont pas de financements.

### Les projets de métro (extensions et nouvelle ligne)
En 2008, la Ville de Montréal publie un Plan de transport désignant comme prioritaires les projets suivants :
- le prolongement de la ligne bleue vers l'est, tel que prévu dans sa conception originelle, de la station Saint-Michel aux galeries d'Anjou. Projet annoncé pour 2026[187] ;
- le prolongement de la ligne orange de la station Côte-Vertu à la station de train de banlieue Bois-Franc à Saint-Laurent. Cette extension inclurait deux nouvelles stations: Poirier et Bois-Franc (station intermodale avec la ligne de trains de banlieue Deux-Montagnes).

À plus long terme, le Réseau de transport métropolitain (RTM) envisage les projets suivants à Montréal :
- le prolongement de la ligne jaune de la station Berri-UQAM vers la station McGill pour réduire la saturation de la ligne verte. Avec éventuellement l'ajout d'une station supplémentaire[188] ;
- le prolongement vers l'ouest des lignes verte et bleue.

#### Projet d'extension versAnjou

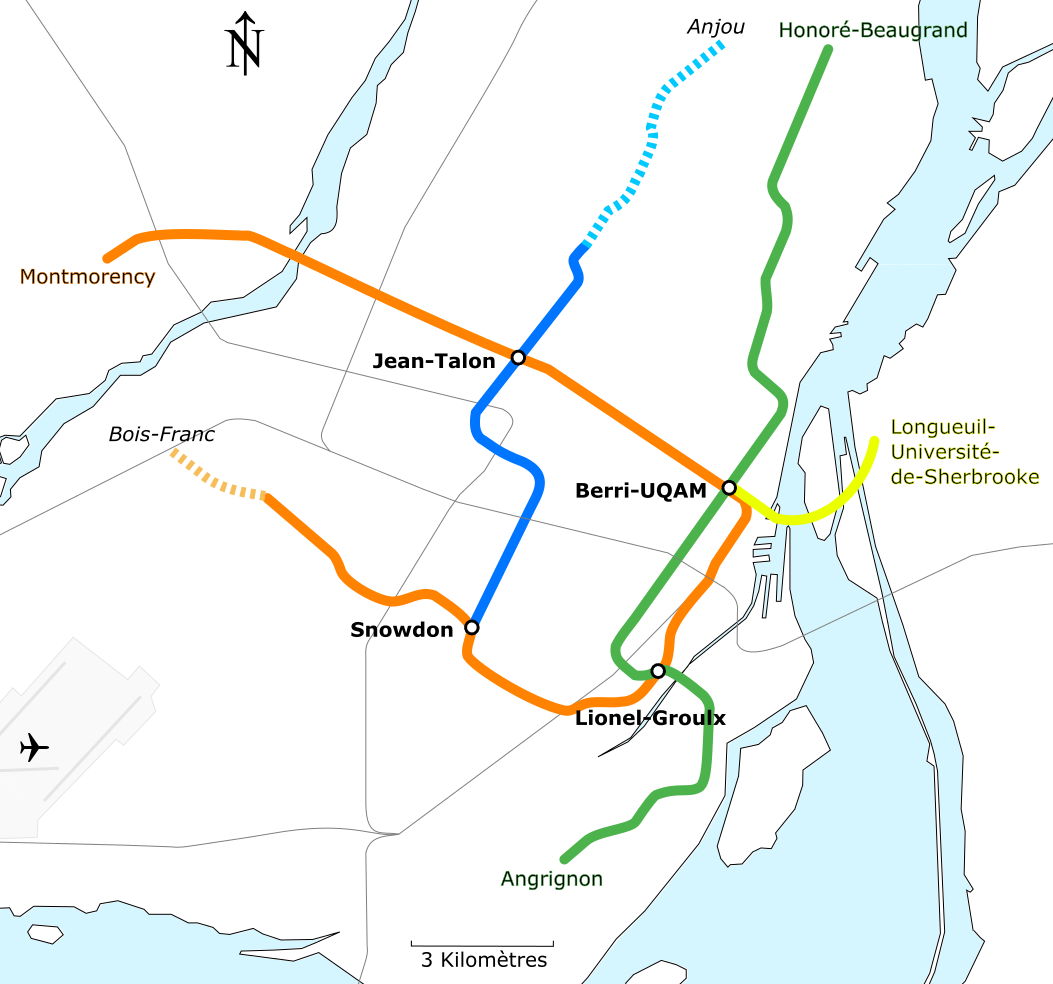
Carte géographiquement exacte du métro de Montréal et de ses extensions projetées.

En octobre 1998, l'ajout à la ligne bleue d'une station vers l'est (Pie-IX) était annoncé, puis annulé. Une autre annonce concernant un prolongement de 5 stations et 6 kilomètres de tunnels est faite en septembre 2013. En février 2016, le coût des travaux passe de 1,5 à 3 milliards de dollars après réévaluation. Le 9 avril 2018, les premiers ministres du Canada et du Québec, Justin Trudeau et Philippe Couillard, annoncent un prolongement de cinq stations et 5,8 kilomètres pour 2026. Le budget total était de 3,9 milliards de dollars en 2018,. Le 4 juillet 2019, le gouvernement fédéral annonce une contribution de 1,3 milliard de dollars dans le projet qui est confirmé, mais dont les coûts sont revus à 4,5 milliards de dollars,,. En 2021, le projet est estimé à 6,9 milliards de dollars et le gouvernement du Québec étudie des options pour réduire ce montant. Depuis 2020, les consultations publiques et certains travaux préparatoires ont débuté.
| Noms provisoires      | Quartiers desservis                                                                 | Intersections                                                           | Correspondances                                                    |
| --------------------- | ----------------------------------------------------------------------------------- | ----------------------------------------------------------------------- | ------------------------------------------------------------------ |
| Boulevard*            | Frontière entre Villeray-Saint-Michel-Parc-Extension et Saint-Léonard Petit Maghreb | Jean-Talon et Pie-IX, Centre commercial Le Boulevard                    | SRB Pie-IX à l'arrêt SRB Jean-Talon via un tunnel piétonnier.      |
| Saint-Léonard*        | Saint-Léonard                                                                       | Jean-Talon et Viau                                                      | Aucune                                                             |
| Lacordaire*           | Saint-Léonard                                                                       | Jean-Talon et Lacordaire                                                | Le REM de l'Est est prévu d'être connecté à la station d'ici 2030. |
| Verrezzano*           | Saint-Léonard                                                                       | Jean-Talon et Langelier                                                 | Aucune                                                             |
| Les Galeries-D'Anjou* | Anjou                                                                               | Autoroute 25 et 40, rue Louis-H.-LaFontaine et rue des Galeries-D'Anjou | Aucune                                                             |

* Les noms sont susceptibles d'être modifiés à l'avenir.

#### Système de contrôle CBTC
Dans le cadre du prolongement de la ligne bleue, le système de contrôle automatique des rames de la partie existante de la ligne sera modifié pour un système de type CBTC communiquant en continu  avec les rames par ondes radio. La ligne bleue prolongée, la STM prévoit d’étendre cette technologie au reste du réseau.

#### Portes palières
La STM prévoyait installer, entre 2022 et 2026, des portes palières sur les quais de toutes les stations de la ligne orange pour accélérer la fréquence des rames et accommoder un nombre d'usagers plus important qui serait induit sur la ligne par le prolongement de la ligne bleue,.
En 2022, le projet est repoussé à 2031 à cause de problèmes financiers.

#### Proposition d'extension à Laval
Le maire de la ville de Laval à l'été 2007, Gilles Vaillancourt, conforté par le succès d'achalandage des trois nouvelles stations sur la commune, a demandé que la ligne orange soit bouclée, ajoutant du même coup trois stations de plus à Laval et trois à Montréal. Au printemps 2012, la STM a soumis au bureau de projet sur les prolongements du métro une proposition de tracé qui ajouterait cinq stations à Laval (Souvenir, Saint-Martin, Le Carrefour, Notre-Dame et Chomedey) en plus de trois à Montréal (Poirier, Bois-Franc et Gouin).

#### Proposition d'extension à Longueuil
En 2002, Montréal a étudié l'ajout d'une ligne reliant la station Lionel-Groulx sur l'île de Montréal à la ville de Brossard en passant par l'Île des Sœurs et en traversant le fleuve Saint-Laurent à la hauteur du pont Champlain. L'AMT dans l’étude Vision 2020 proposait, en 2012, le prolongement de la ligne jaune sur la rive sud, en ajoutant six nouvelles stations sous la ville de Longueuil.

#### Nouvelle ligne
En 2017, Projet Montréal propose une cinquième ligne de métro, la ligne rose, qui relierait Montréal-Nord à Lachine en passant par le centre-ville de Montréal. Cette ligne serait souterraine entre Montréal-Nord et le centre-ville, puis hors terre du centre-ville à Lachine. La proposition fait suite à celle faite par la cheffe Valérie Plante, qui est constituée d'un trajet allant uniquement de Montréal-Nord au centre-ville, lors de la course à la chefferie de Projet Montréal qui permet de la faire élire à son poste en décembre 2016. Le 26 juin 2019, Valérie Plante annonce que la branche reliant Lachine au centre-ville pourrait devenir un tramway.

### Réseau express métropolitain

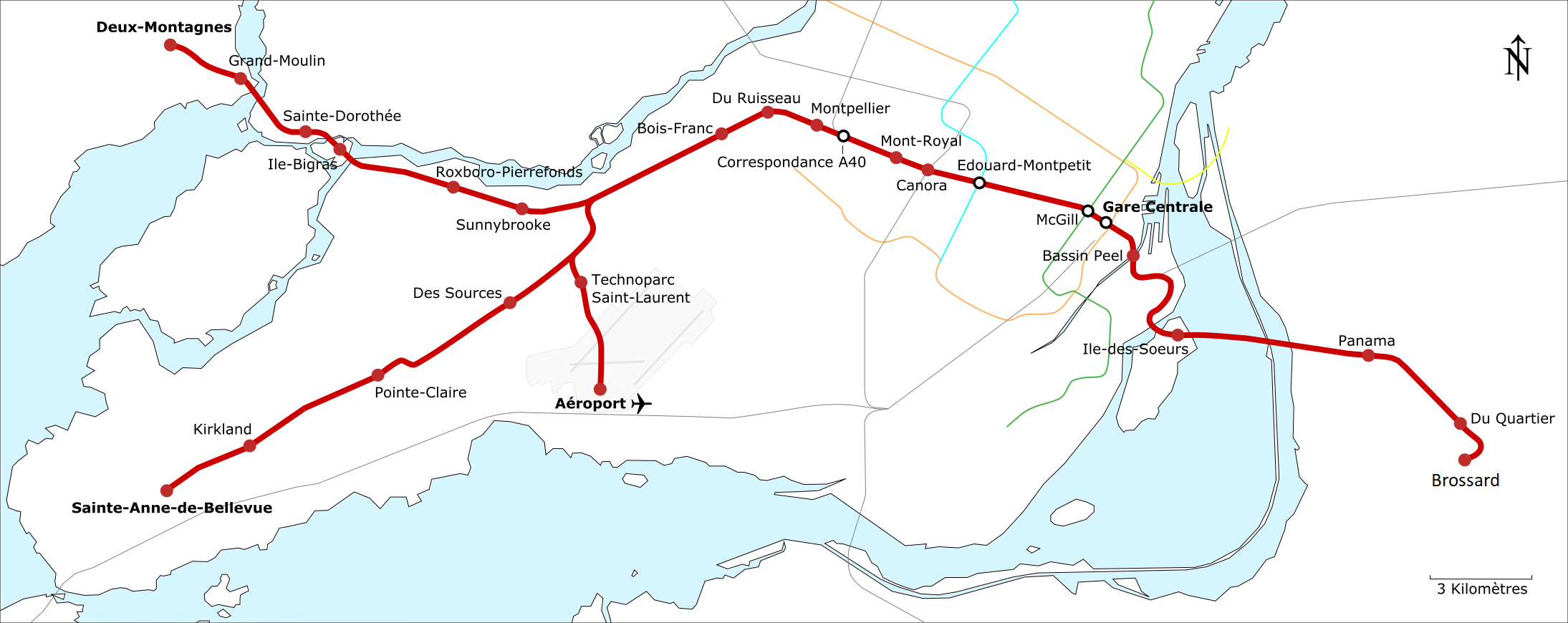
Carte géographiquement exacte du Réseau express métropolitain (REM).

Depuis le début des années 2000, les journaux et comités de quartiers de l'ouest de l'île de Montréal demandent que cette partie de l'île, et en particulier l'aéroport international Pierre-Elliott-Trudeau, soit desservie par le métro. Alors que les autorités semblaient favoriser la mise en place d'un train de banlieue bonifié, baptisé Train de l'Ouest, un projet de type métro automatisé, nommé Réseau express métropolitain (REM), a vu le jour. En outre, le REM intègre un autre projet de l'AMT, que l'agence a étudié en 2007: celui de connecter les stations de métro Édouard-Montpetit et McGill avec le tunnel sous le mont Royal.
Le REM, projet mené par la Caisse de dépôt et placement du Québec (CDPQ), prévoit de relier, d'ici 2027, les banlieues de Brossard (Rive-Sud), Sainte-Anne-de-Bellevue (Ouest-de-l'Île) et Deux-Montagnes (Rive-Nord), ainsi que l'aéroport Montréal-Trudeau, à la gare centrale de Montréal. Le réseau du métro de Montréal comprend 68 stations réparties sur 71 kilomètres de voies, incluant le Réseau express métropolitain (REM), qui s’ajoute aux quatre lignes déjà exploitées par la Société de transport de Montréal (STM). Il sera intégré aux réseaux de transport existants, roulera 20 heures sur 24, 7 jours sur 7 et devrait être utilisé par au moins 150 000 passagers chaque jour. De son coût de construction, estimé à 9,4 milliards de dollars canadiens, la CDPQ assume 3 milliards, le reste du financement provenant des gouvernements du Canada et du Québec.
Un consortium dirigé par Alstom et comprenant SNC-Lavalin signe en avril 2018 un contrat de 1,8 milliard de dollars canadiens pour la fourniture de ce système de métro sans conducteur de 67 kilomètres de voies et 26 stations avec 106 rames de deux voitures. Le premier segment du REM (entre les stations Brossard et Bonaventure—Gare Centrale) est entré en service commercial en juillet 2023.

## Dans la culture populaire
Le métro de Montréal tient une place particulière dans la culture montréalaise, à la fois comme sujet et lieu d'expression artistique.

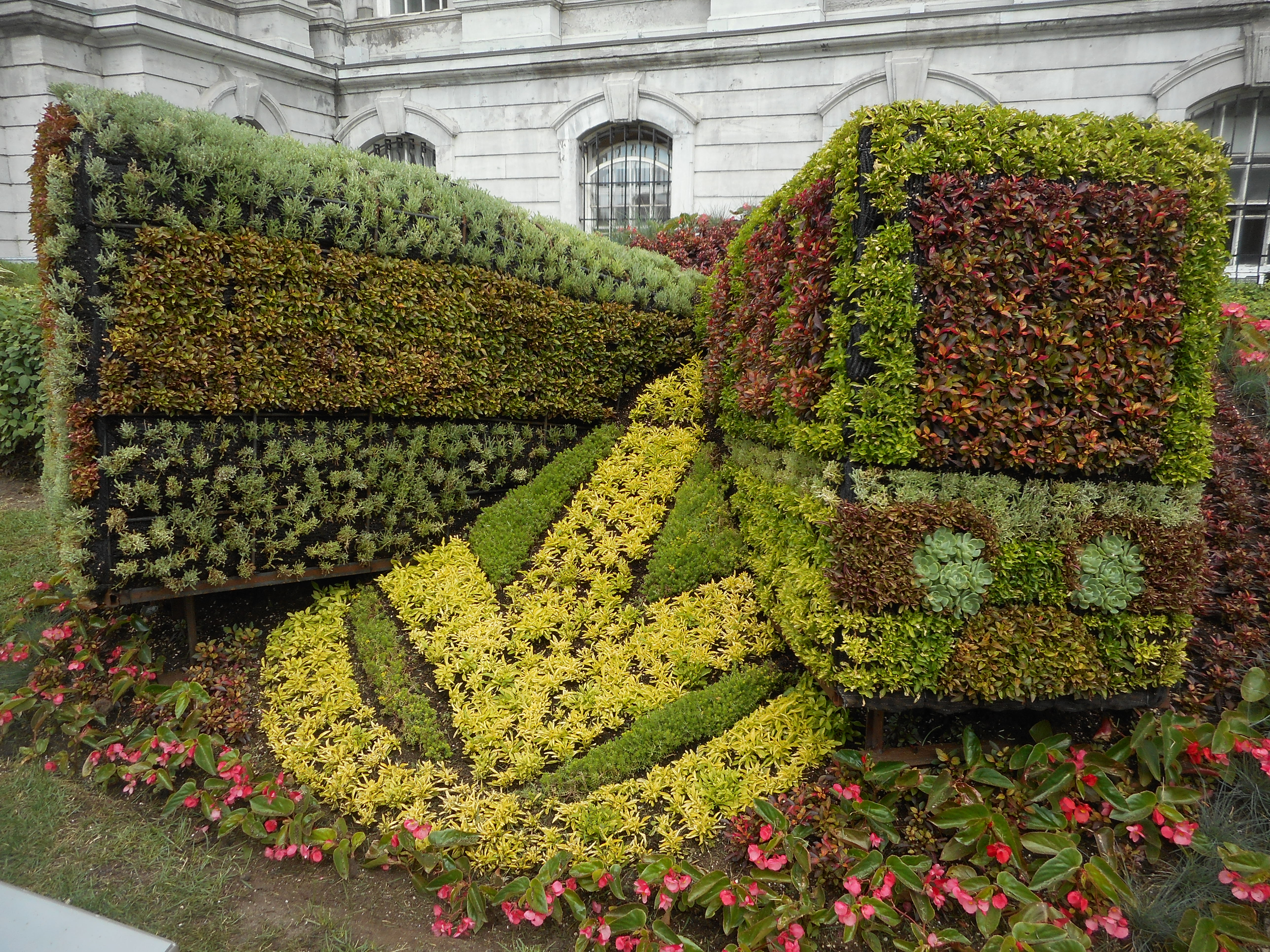
Mosaïculture devant l’hôtel de ville (2016).

### Voix du métro
L'actrice Michèle Deslauriers est actuellement la voix du métro de Montréal. Depuis 2003, le système Télécité utilise ses messages enregistrés pour annoncer les arrêts de service et, dans les rames, les noms des stations de métro. Avant elle c’était la narratrice Judith Ouimet.

### Musiciens du métro

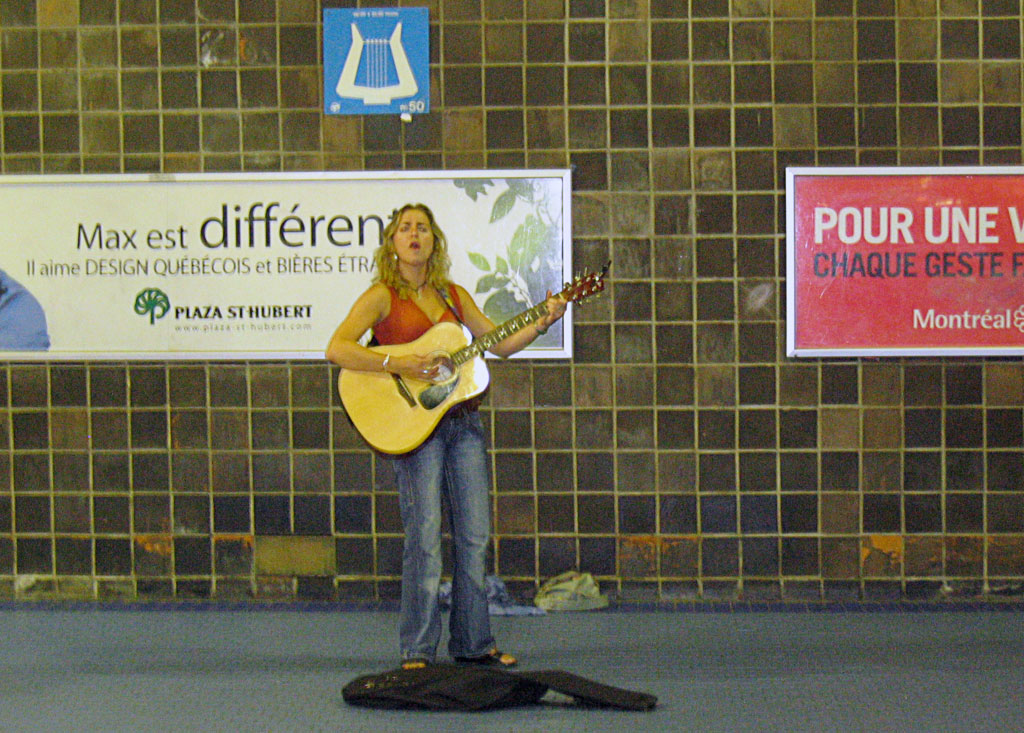
Lissa Turgeon en dessous de l'ancien panneau (2006).

L'une des particularités du métro de Montréal est que les artistes peuvent s'y produire à 59 emplacements gratuits répartis dans 43 stations. Ces emplacements sont indiqués par des pancartes murales, autrefois bleues, à l’image d’une lyre, dont les couleurs ont été modifiées en 2012. À l’exception de sept lyres du réseau exclusivement réservées au programme « Les Étoiles du métro », les musiciens se partagent les heures de représentation sous les lyres à leur guise. Une entente tacite existe entre musiciens pour la gestion des horaires : derrière l'affichette se trouve un bout de papier où ils inscrivent leur nom pour une heure précise, puis ils reviennent à l'heure indiquée pour y effectuer leur représentation. Une grande variété est représentée : guitaristes, contrebassistes, flûtistes, chanteurs a cappella, peintres, jongleurs, etc.

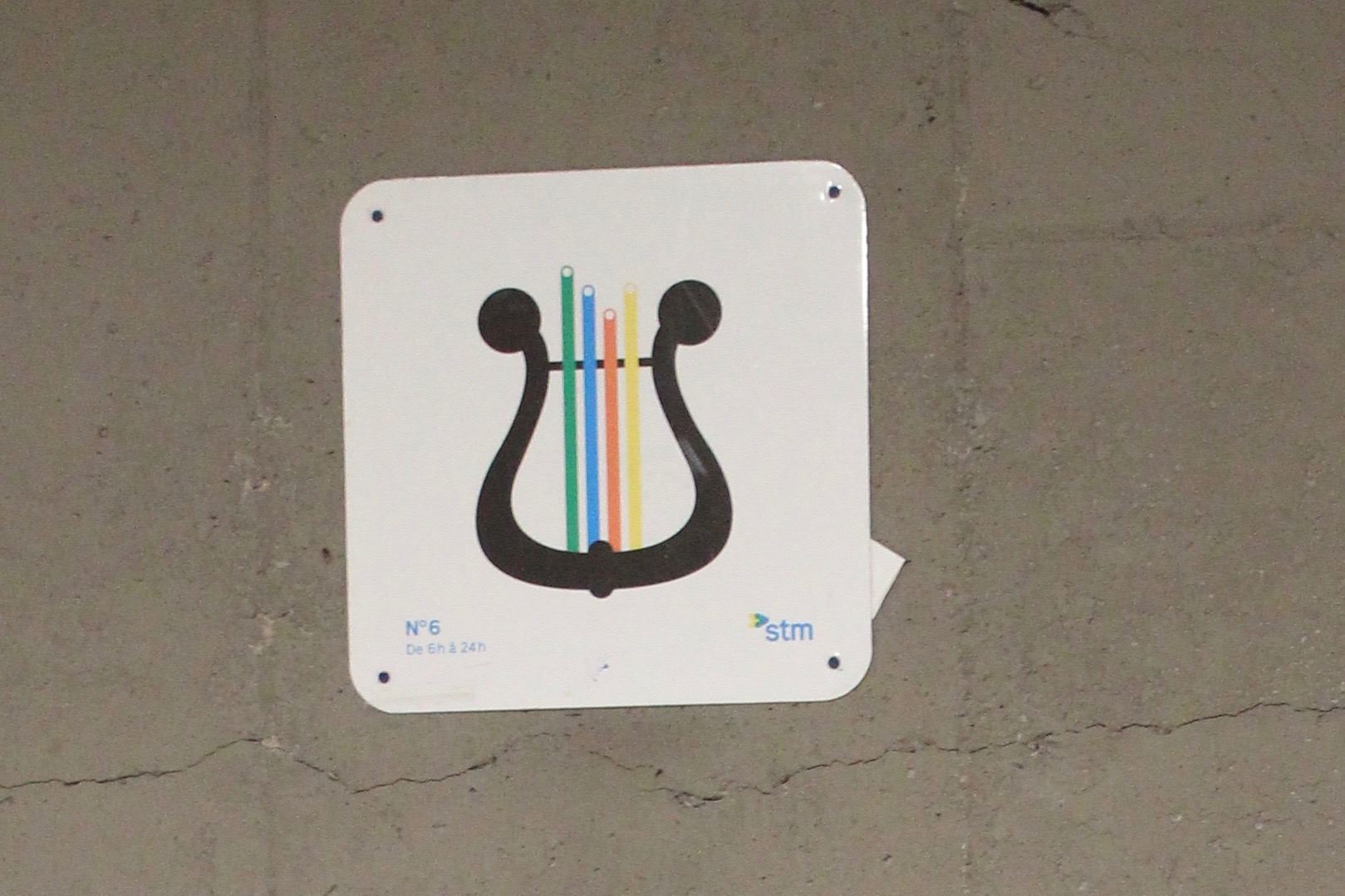
La nouvelle affichette. On remarque le bout de papier inséré dedans qui sert d'agenda.

Le documentaire Music for a Blue Train (en) (2003) montre le quotidien des musiciens du métro et en particulier de l'harmoniciste Bad News Brown. Le film La Moitié gauche du frigo (2000), met en scène Martin, un authentique musicien, qui chante sa chanson en tapant avec des baguettes sur une caisse de plastique à la station Beaubien.
Bon nombre d'artistes québécois, dont Garou, Manuel Gasse et Erik Mongrain, ont démarré leur carrière dans les souterrains du métro de Montréal. Certains médias organisent des concours chaque année pour dénicher la perle rare parmi les musiciens.
Au début des années 1980, les artistes fondent l'Association des musiciens indépendants du métro (AMIM). Depuis le 19 octobre 2009, une nouvelle association, le Regroupement des musiciens du métro de Montréal (aussi connu sous le nom de « MusiMétroMontréal ») a remplacé l'AMIM, plus ou moins moribonde depuis plusieurs années. À la demande et avec le soutien de la STM, cet organisme sans but lucratif chapeaute les activités des musiciens du métro, étant l'interlocuteur privilégié entre la STM et les musiciens, et organisant diverses activités dans le but de promouvoir l'image de ces derniers.

### Au cinéma
Le métro de Montréal apparaît dans les films suivants : 
- La Chute de l'empire américain (2018) : station Laurier.
- John Wick : Chapitre 2 (2017) : une scène dans le métro de New York a été tournée à la station Place-des-Arts[222],[223] ;
- X-Men : Jours d'un avenir passé (2014) : la scène dans la station Victor Hugo du métro de Paris a été tournée à la station Square-Victoria-OACI[224] ;
- Les Schtroumpfs 2 (2013) : station Jean-Talon ;
- Warm Bodies (2013) : station Verdun ;
- Mesrine : L'Instinct de mort (2008) : stations Sherbrooke et Bonaventure[225] ;
- Arrête-moi si tu peux (2002) : station Lionel-Groulx[226][Information douteuse]
- Maelström (2000) : station Acadie[55] ;
- La Moitié gauche du frigo (2000) : station Beaubien ;
- C't'à ton tour, Laura Cadieux (1998) : stations Beaudry, McGill, Place-des-Arts et Jean-Drapeau[55] ;
- Le Chacal (1997) : la scène dans le métro de Washington a été tournée aux stations Lionel-Groulx, Radisson et dans les tunnels[55] ;
- Joyeux Calvaire (1996) : station LaSalle[55] ;
- Jésus de Montréal (1989) : station Place-Saint-Henri[55].

### Matériel roulant reconverti

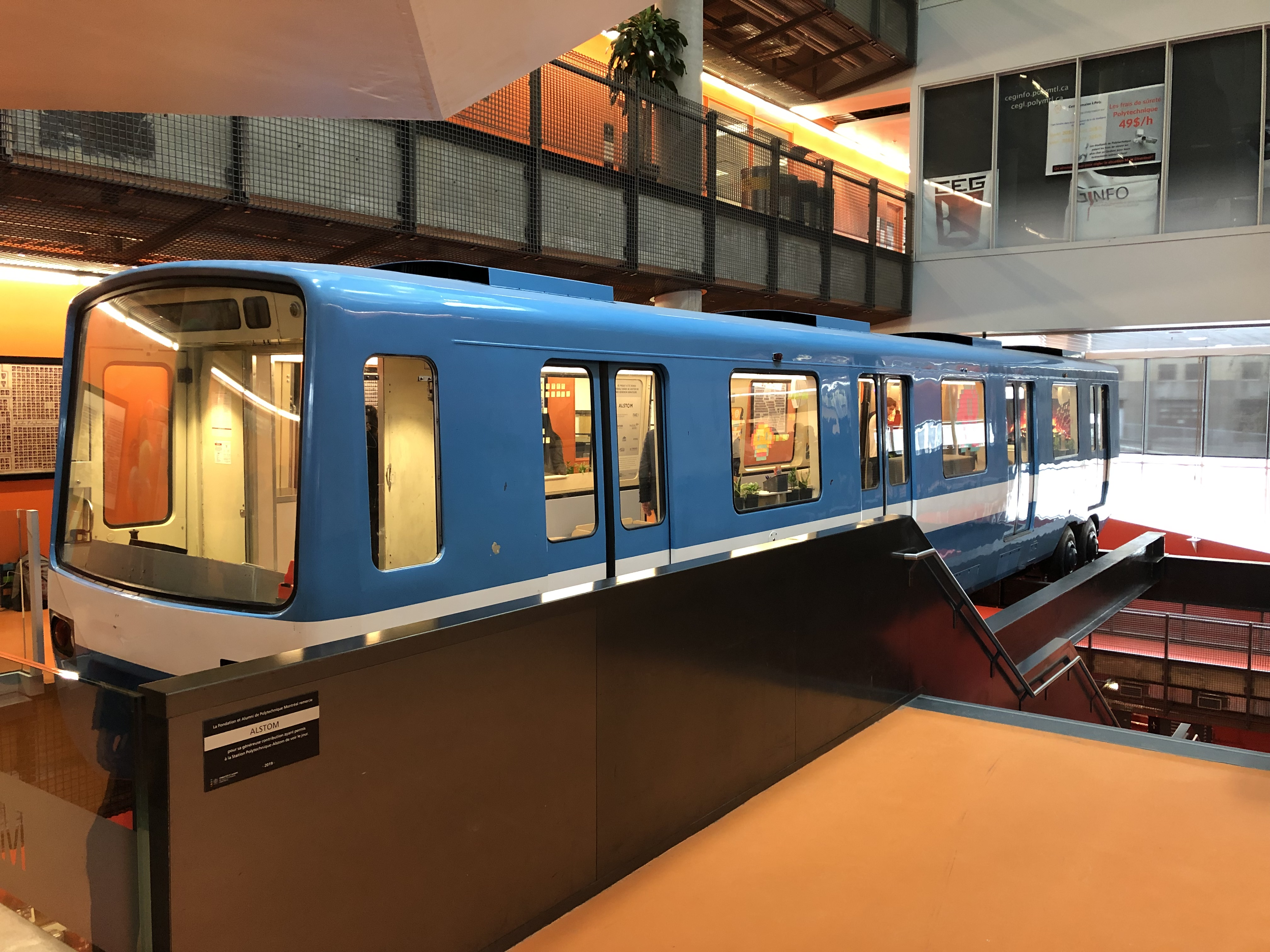
Voiture MR-63 convertie en espace de détente à Polytechnique Montréal.

Depuis le retrait du service des voitures MR-63 en 2018, certaines ont été converties à de nouveaux usages. Ainsi, les Jardins de Métis, en Gaspésie, ont intégré une voiture dans un jardin. En 2019, deux autres deviennent un café et un bar dans l'arrondissement du Sud-Ouest de Montréal. La même année ouvre la station Polytechnique-Alstom, une voiture suspendue dans l'atrium de l’école Polytechnique Montréal, reconvertie en espace de détente.

## Accidents et incidents

### Accidents du métro
- Le 8 décembre 1971, une collision dans l’arrière-gare Henri-Bourassa entre une rame et d’autres stationnées déclenche un incendie dévastateur qui détruit le garage et 24 voitures[95]. Le conducteur meurt asphyxié[134] ;
- Le 9 janvier 1974, une série de crevaisons immobilise une rame de neuf voitures entre les stations Rosemont et Laurier et déclenche un incendie qui la détruit. Les voyageurs sont évacués et il n'y a pas de blessé grave[55]. La ligne 2 reste fermée pendant plusieurs jours[230].

### Criminalité
Bien que l'un des plus sûrs du monde, le métro de Montréal n'échappe pas à la criminalité. Le nombre de crimes et incidents est de 32 par million de passages (2013). Entre 2008 et 2013, la station qui enregistrait le plus d'infractions était aussi la plus fréquentée : Berri-UQAM. La ligne enregistrant le plus d'infractions était la ligne verte,.

### Suicides
Une partie des accidents mortels survenant dans le métro de Montréal est imputable à des suicides. Ces évènements tragiques, au-delà des perturbations occasionnées, sont traumatisants pour les usagers et les conducteurs. Afin de prévenir le suicide, tous les employés de la STM reçoivent une formation pour en dépister les signes avant-coureurs.
Entre 1986 et 1995, 115 personnes s’étaient donné la mort dans le métro. Par année, on ne compte pas plus de vingt-cinq tentatives de suicide. Les trois quarts des personnes qui se jettent devant les rames du métro survivent avec de graves séquelles,.